# Època de Rosas
L'època de Rosas va ser un període en la història de l'Argentina en la primera meitat del segle xix, en què el poder polític va estar controlat directament o indirectament pel general Juan Manuel de Rosas, governador de la província de Buenos Aires. La durada de la mateixa depèn del punt de vista; si es refereix a la història de la província de Buenos Aires, va durar des de 1829 a 1852; si, en canvi, es refereix a la Confederació Argentina, va durar des de 1835 a 1852.
Durant el període esmentat, Rosas va exercir el càrrec de governador de la província de Buenos Aires en dos períodes, entre 1829 i 1832, i entre 1835 i la seva renúncia arran de la derrota a la batalla de Caseros, el 3 de febrer de 1852.
Durant el període no va existir cap govern nacional, i Rosas no va exercir cap càrrec de caràcter nacional, però les altres províncies li van delegar el maneig de les relacions exteriors de totes elles, incloent la signatura de tractats en temps de pau i les declaracions de guerra. No obstant això, el poder real de Rosas va excedir en molt aquestes atribucions, ja que per mitjà del control econòmic, el domini militar i la pressió política, va limitar molt les accions dels governadors de les altres províncies; de fet, diversos d'ells van ser enderrocats per pressió de Rosas o per imposició dels seus exèrcits. I diversos altres van ser elegits únicament en funció de les bones relacions que tenien amb Rosas.

## Antecedents

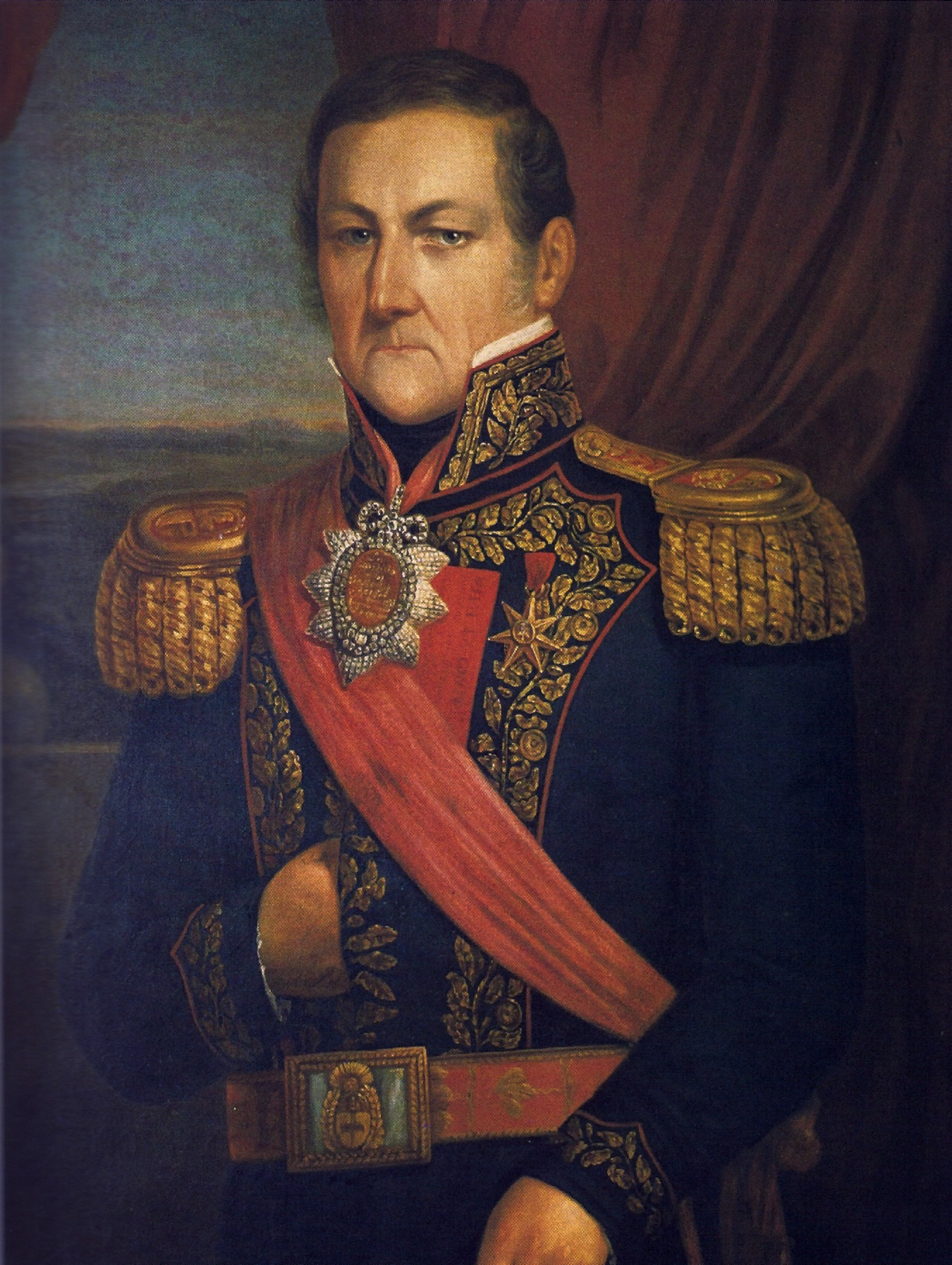
Brigadier General Juan Manuel de Rosas

Les Províncies Unides del Riu de la Plata eren independents de l'Imperi Espanyol des del 1810, i havien declarat la seva independència el 1816. No obstant això, es van veure sacsejades per una llarga guerra civil, durant la qual diverses províncies van exigir l'organització de l'estat en forma federal. El 1820, el govern nacional va ser enderrocat i substituït per l'autonomia plena de cadascuna de les seves tretze províncies. Aquest mateix any, enmig de l'Anarquia de l'Any XX, s'iniciava l'actuació política de l'aleshores tinent coronel Juan Manuel de Rosas.
Durant els anys següents, la província de Buenos Aires es va sostreure de la guerra d'independència i va iniciar una obertura comercial amb Europa, especialment amb Gran Bretanya, desenvolupant al màxim el seu potencial exportador de productes ramaders.
El 1824 es va instal·lar un nou Congrés General, amb la finalitat de sancionar una constitució; l'esclat de la Guerra de Brasil (pel conflicte per la sobirania sobre la Província Oriental) la va incitar a crear un govern nacional, resultant triat Bernardino Rivadavia com a president de les Províncies Unides. El desenvolupament de la guerra va ser favorable als rioplatencs, però la situació militar es va fer ràpidament insostenible.
En 1826 es va sancionar finalment una Constitució Nacional, en la qual s'establia el nom de República Argentina per a l'estat. Però el caràcter unitari del sistema de govern adoptat va portar a la majoria de les províncies a rebutjar la constitució. El govern nacional va signar un tractat de pau amb el Brasil, que va ser interpretat com a deshonrós per l'opinió pública de Buenos Aires; el tractat va ser rebutjat pel govern argentí, i Rivadavia va renunciar a la presidència. El govern i el Congrés nacionals van ser dissolts molt poc temps més tard.
El coronel Manuel Dorrego, del Partit Federal, va ser triat governador de Buenos Aires. Entre d'altres funcionaris federals que va nomenar, va elevar a Juan Manuel de Rosas a el càrrec de comandant general de campanya. Es va fer càrrec de les relacions externes de país i de la continuació de la guerra contra Brasil; però la situació financera, la pressió britànica i la superioritat militar de l'Imperi del Brasil el van obligar finalment a signar un tractat de pau, pel qual s'atorgava la independència a la Província Oriental, que va passar a ser l'Estat Oriental de l'Uruguai. L'exèrcit que havia fet la campanya de Brasil va tornar cap a l'Argentina. Des del punt de vista dels oficials que havien fet la campanya, el tractat signat per Dorrego era també deshonrós, ja que la situació militar s'havia mostrat com a favorable a l'Argentina, especialment en la batalla d'Ituzaingó; van acusar el governador d'haver lliurat la Província Oriental després dels nombrosos triomfs obtinguts per l'exèrcit nacional en el camp de batalla. De manera que es van posar d'acord amb els líders unitaris per enderrocar a Dorrego.

### La dictadura de Lavalle

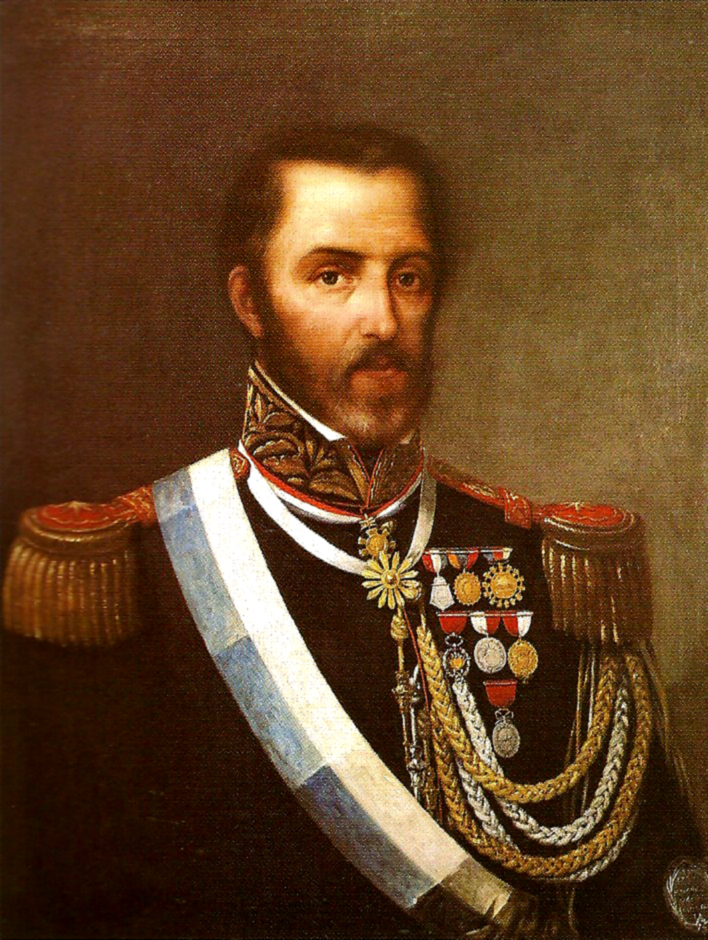
El general Juan Lavalle amb les insígnies de governador de la província de Buenos Aires

El 1r de desembre de 1828 va esclatar el cop d'estat a Buenos Aires; les forces del general Juan Lavalle van avançar sobre el centre de la ciutat. Dorrego, sense forces, va fugir a la campanya i a Cañuelas es va reunir amb Rosas.
A la capital, una assemblea de simpatitzants unitaris nomenar governador a Lavalle, que va clausurar la Junta de Representants. Immediatament va partir a la campanya i el 9 de desembre va derrotar a Dorrego en la batalla de Navarro. Rosas es va dirigir a Santa Fe, a la recerca del suport d'Estanislao López, però Dorrego no va voler abandonar la seva província. Traït per les seves pròpies forces, el governador va ser lliurat a Lavalle al campament de Navarro. El 13 de desembre va ser afusellat sense judici previ, per ordre del cap unitari, qui va assumir la responsabilitat pel fet. Lluny d'acabar amb el federalisme, l'assassinat de Dorrego donaria inici a una llarga guerra civil, que arribaria a gairebé tot el país.
La Convenció Nacional va declarar fora de llei el govern de Lavalle, mentre López i Rosas van assumir la direcció de l'exèrcit federal que havia d'operar a Buenos Aires.
Lavalle va enviar exèrcits en totes direccions, però diversos petits cabdills aliats de Rosas van organitzar la resistència. Els caps unitaris van recórrer a tota mena de crims per aixafar-la. No s'ha difós la memòria d'aquests fets, ja que van ocórrer en el camp i les seves víctimes van ser gautxos i persones pertanyents a classes socials humils.
El governador intrús va enviar a coronel Federico Rauch cap al sud, i una de les seves columnes, al comandament de coronel Isidoro Suárez, va derrotar i va capturar al major Mesa, que va ser enviat a Buenos Aires i executat. Al front del gruix del seu exèrcit, Lavalle va envair Santa Fe i va arribar a ocupar la vila de Rosario. López, coneixedor del terreny, va eludir el combat i va esgotar a les tropes unitàries amb marxes i contramarxes, que finalment van haver de tornar a Buenos Aires. Mentrestant, a l'interior d'aquesta província, es generalitzava un alçament de gautxos de camp, que es van enfrontar als caps unitaris i els van vèncer repetidament, obligant-los a tancar-se als voltants de la capital.
López i Rosas van sortir en persecució de Lavalle, derrotant-lo el 26 d'abril de 1829 a la batalla de Puente de Márquez, i posant setge a Buenos Aires. Lavalle, reduït a la ciutat, va disposar la presó dels seus enemics polítics i va organitzar la defensa mitjançant el servei militar obligatori, fins i tot per als estrangers. Aquesta mesura va provocar la intervenció de la divisió naval francesa en el riu de la Plata, en defensa dels ciutadans francesos, que va incloure la captura de diversos vaixells.
La impopularitat del moviment unitari va començar a manifestar-se a Buenos Aires. El desordre es va apoderar de l'administració; el setge de la ciutat va paralitzar el comerç i va interrompre les relacions amb l'interior. De manera que Lavalle, sense esperances de trencar el setge, va buscar una solució negociada. La retirada de López a la seva província per evitar l'acció de Paz, va deixar a l'exèrcit federal sota la direcció de Rosas.
Lavalle, desesperat, es va llançar a fer una cosa insòlita: es va dirigir, completament sol, a la caserna general de Rosas, l'Estancia del Pino. Com aquest no es trobava, es va ficar al seu llit a esperar-lo. A l'endemà, 24 de juny, Lavalle i Rosas van signar el Pacte de Cañuelas, que estipulava que es convocarien eleccions, en les quals només es presentaria una llista d'unitat de federals i unitaris, i que el candidat a governador seria Félix de Álzaga.
Lavalle va presentar el tractat amb un missatge que incloïa una inesperada opinió sobre el seu enemic:
| « | El meu honor i el meu cor m'imposen remoure per la meva part tots els inconvenients per a una perfecta reconciliació ... I sobretot ha arribat el cas que vegem, tractem i coneguem de prop a Juan Manuel de Rosas com un veritable patriota i amant de l'ordre. | » |

Els unitaris no van acatar l'acordat per Lavalle. Enfortits pel triomf de Paz a Córdoba, van decidir presentar-se a les eleccions amb una llista opositora que va triomfar, i que portava com a candidat a governador a Carlos María de Alvear; al preu de trenta morts van guanyar les eleccions. Les relacions van quedar trencades novament, obligant a Lavalle anul·lar el signat en Cañuelas i signar un nou tractat, el pacte de Barracas, del 24 d'agost. Però, ara més que abans, la força estava de la banda de Rosas. A través d'aquest pacte es va nomenar governador interí a Juan José Viamonte, que havia de convocar la legislatura deposada el 1r de desembre anterior. Poques setmanes més tard, Lavalle emigrava a l'Uruguai.
Viamonte va convocar a la legislatura enderrocada per Lavalle, aplanant-li a Rosas el camí a el poder.

## El primer govern de Rosas

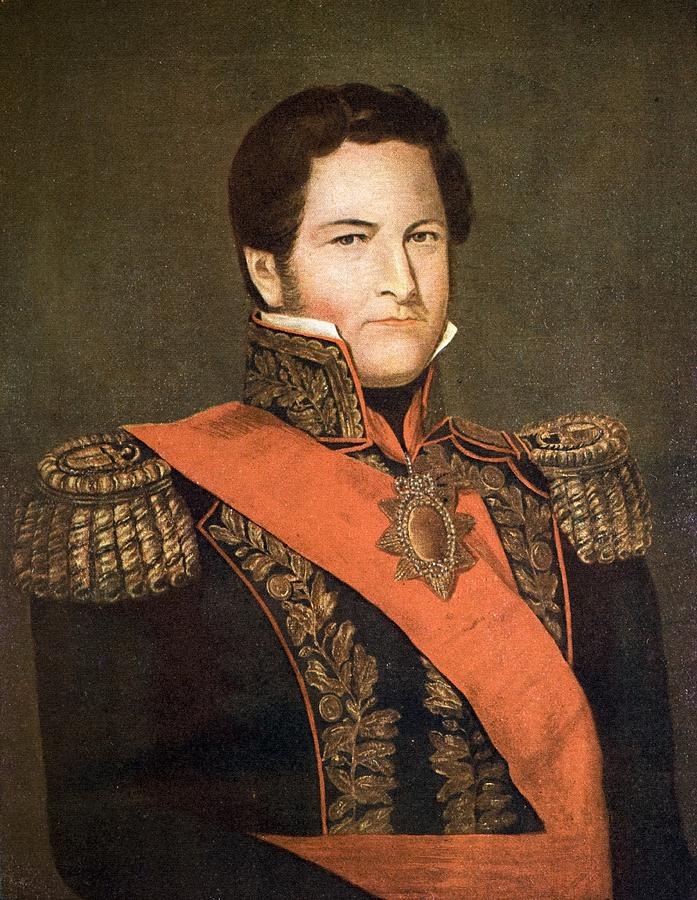
Juan Manuel de Rosas, governador de la província de Buenos Aires

El 1r de desembre, exactament un any després del cop d'estat de Lavalle, la Sala de Representants va tornar a funcionar; pocs dies després, triava governador titular a Juan Manuel de Rosas, a qui (en vista de la situació bèl·lica que es vivia) se li van atorgar «totes les facultats ordinàries i extraordinàries que cregués necessàries, fins a la reunió d'una nova legislatura» de govern. No va ser una situació excepcional; a partir del Primer Trunvirato, diversos governs nacionals havien assumit els tres poders. La mateixa Sala de Representants havien conferit aquestes facultats a Manuel de Sarratea i a Rodríguez el 1820, Lavalle les havia exercit de facto, i a Viamonte les havien estat conferides per la Convenció de Barracas. També van governar amb facultats extraordinàries els governadors de moltes altres províncies en els anys següents.
A més, se li atorgava a Rosas el títol de «Restaurador de les Lleis i Institucions de la Província de Buenos Aires». El mateix dia en què va jurar el seu càrrec, va declarar a el diplomàtic uruguaià Santiago Vázquez:
| « | Creuen que sóc federal; no senyor, no sóc de cap partit sinó de la Pàtria ... En fi, tot el que jo vull és evitar mals i restablir les institucions, però sento que m'hagin portat a aquest lloc. | » |

Roses va assumir el govern provincial el 6 de desembre. El seu primer acte de govern va ser el pompós trasllat de les restes de Dorrego a la capital, amb la qual cosa es va captar la voluntat de la vila humil de la ciutat, a què va sumar la influència que ja tenia sobre la població rural.
El primer govern de Rosas va ser un govern d'ordre; no va ser una tirania despòtica, encara que més tard els historiadors farien extensives al seu primer govern algunes característiques del segon. En aquest primer moment, es va recolzar en alguns dels dirigents del «Partit de l'Ordre» de la dècada anterior, la qual cosa ha permès que fos acusat de ser el continuador del Partit Unitari, encara que amb el temps es distanciaria d'ells.
En els mesos següents, les províncies del Litoral li van conferir a Rosas la delegació de les Relacions Exteriors de totes elles (tal com ho havien fet abans amb Las Heras i Dorrego) per la qual cosa, qualsevol tractat amb un altre país, conflicte extern i qualsevol acord comercial era decidit i negociat per ell.
Malgrat les promeses de respectar al partit vençut, Rosas va imposar gradualment la supremacia de l'aliança que l'havia portat a poder, que s'adjudicaria el nom de Partit Federal. Va remoure dels seus càrrecs militars als funcionaris públics, militars i eclesiàstics que havien participat en el cop d'estat i la dictadura de Lavalle. També va establir una severa censura contra els diaris que havien donat suport a Lavalle, que estendria a qualsevol que qüestionés els seus propis actes de govern.
Més tard faria obligatori l'ús de la divisa punzó a tots els militars i empleats públics, de manera que s'identifiqués al Partit Federal amb l'Estat.

### La guerra contra la Lliga de l'Interior
Al comandament del segon cos d'exèrcit, el general José María Paz havia arribat des de la Banda Oriental a Buenos Aires al començament de 1829, però no va poder acordar una acció conjunta amb Lavalle. Va seguir camí a Córdoba, va vèncer al governador Juan Bautista Bustos a la batalla de San Roque el 23 d'abril i va marxar sobre la ciutat, on va ser designat governador.
Bustos va demanar ajuda al comandant de campanya de La Rioja, Facundo Quiroga, que va envair Córdoba al mes de juny i va capturar la capital; però poc després va ser derrotat en la batalla de la Tablada, pel que va haver de tornar a la seva província per reorganitzar les seves forces. Les forces de Paz van dur endavant una violenta campanya contra els grups federals de les serralades, mentre unitaris i federals lluitaven pel control de les províncies andines.

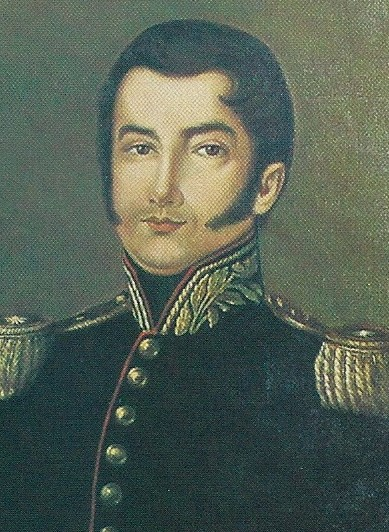
El general José María Paz
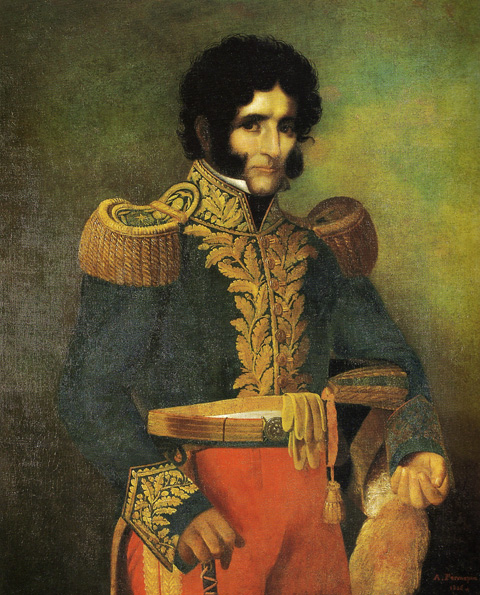
El general Juan Facundo Quiroga

Un cop vençuts els opositors a les seves províncies, Quiroga i Aldao van envair novament Córdoba, però van ser totalment derrotats en la batalla d'Oncativo, el 25 de febrer de 1830. Quiroga va fugir cap a Buenos Aires, Aldao va ser fet presoner i Bustos es va refugiar a Santa Fe, on moriria poc després.
Paz va enviar forces unitàries a controlar totes les províncies que havien seguit a Quiroga, on van desplaçar als federals del govern. Diversos dels caps d'aquestes forces van ocupar el càrrec de governadors provincials.
Mitjançant els tractats de juliol i agost de 1830, les províncies de l'interior (Córdoba, Tucumán, Salta, Mendoza, San Juan, San Luis, La Rioja, Santiago del Estero i Catamarca) van signar un tractat pel qual van integrar la Lliga de l'Interior, una aliança ofensiva-defensiva amb el propòsit d'organitzar constitucionalment la Nació. Si bé s'esmentava la reunió d'un congrés i una constitució, de moment s'atorgava tot el poder militar i polític a Paz i es deixava per al futur la decisió sobre sancionar una nova constitució o posar en vigència la de 1826. La Lliga no proposava un sistema polític; tot i que semblava inclinar cap a la forma unitària, era oposada a l'hegemonia de Buenos Aires.
Davant l'ascens de Paz a l'interior, Santa Fe, Entre Ríos i Buenos Aires van signar el Pacte Federal del 4 de gener de 1831, al qual poc després s'uniria Corrientes. Establia una aliança defensiva-ofensiva, lliure trànsit de persones i comerç i la creació d'una Comissió Representativa dels governs de les províncies litorals, composta per un representant de cadascuna d'elles, que residiria a Santa Fe. La mateixa tenia les atribucions de celebrar tractats de pau, declarar la guerra i convidar a les altres províncies a unir-se per mitjà d'un congrés que organitzés l'administració general de país sota el sistema federal.
La Comissió va declarar la guerra a Paz i va nomenar a López cap de les forces que havien d'enfrontar-lo. Les tropes portenyes van ser posades a el comandament del general Juan Ramón Balcarce. Les accions contra Paz es van iniciar simultàniament en diversos fronts; el coronel porteny Ángel Pacheco va derrotar a les avançades cordobeses a la batalla de Fraile Muerto. Al febrer de 1831, Quiroga va envair Córdoba, ocupant Río Cuarto, San Luis, Mendoza, San Juan i La Rioja. Encara defugint un combat obert davant del seu reeixit enemic, López va atacar amb forces montoneres el límit est de Córdoba; mentre inspeccionava el front, Paz va caure presoner d'una partida federal (per unes boleadoras) el 10 de maig.
Al capdavant de la Lliga va quedar el general Lamadrid, que va preferir retrocedir cap a Tucumán. Allí va ser derrotat per Quiroga en la batalla de la Ciutadella, del 4 de novembre. Lamadrid va fugir a Bolívia i Salta es va rendir sense lluitar.

### Influència de Rosas a l'interior
Acabada la guerra, les províncies restants s'anirien adherint a el Pacte Federal: Mendoza, Córdoba, Santiago del Estero i La Rioja el 1831. A l'any següent, Tucumán, San Juan, San Luis, Salta i Catamarca. El federalisme es va imposar a tot el país, sota la dominació de tres dirigents de prestigi interprovincial: López, Quiroga i Rosas. Per uns anys, aquest triumvirat virtual governaria el país, tot i que les relacions entre ells mai van ser molt bones. Tots els governadors (excepte el de Buenos Aires i el de Corrientes) debien el seu accés al poder a Quiroga o López. Rosas tenia molt prestigi i governava la província més rica, però en aquesta època no existia el «rosisme» a l'interior.
Quant va acabar la guerra, els representants de diverses províncies van anunciar que, amb la pacificació interior, havia arribat l'ocasió esperada per a l'organització constitucional de país. Però Rosas argumentava que primer s'havien d'organitzar les províncies i després el país, ja que la constitució havia de ser el resultat escrit d'una organització que havia de donar-se primer. D'altra banda, la seva província (i ell mateix) es beneficiaven d'una indefinició legal que permetia a Buenos Aires retenir l'hegemonia i la totalitat dels ingressos de la Duana portenya, l'única que comerciava directament amb l'exterior.
Aprofitant una imprudència comesa pel diputat correntí Manuel Leiva en una carta particular, Rosas el va acusar de tenir idees anàrquiques i retirar el seu representant de la convenció de Santa Fe, el que va ser imitat per altres províncies. L'agost de 1832, la convenció quedava dissolta, i l'oportunitat d'organitzar constitucionalment el país es va posposar per altres vint anys.
El 1832, en carta a Quiroga, Rosas li va dir:
| « | ... sent federal per íntim convenciment, em subordinaria a ser unitari si el vot dels pobles fos per la unitat. | » |

## Entre dos mandats
Acabat el seu període de govern el 5 de desembre de 1832, Rosas va ser reelegit. Però, com no li van ser renovades les facultats extraordinàries, va renunciar en forma indeclinable. Va ser succeït pel general Juan Ramón Balcarce.

### La campanya al desert

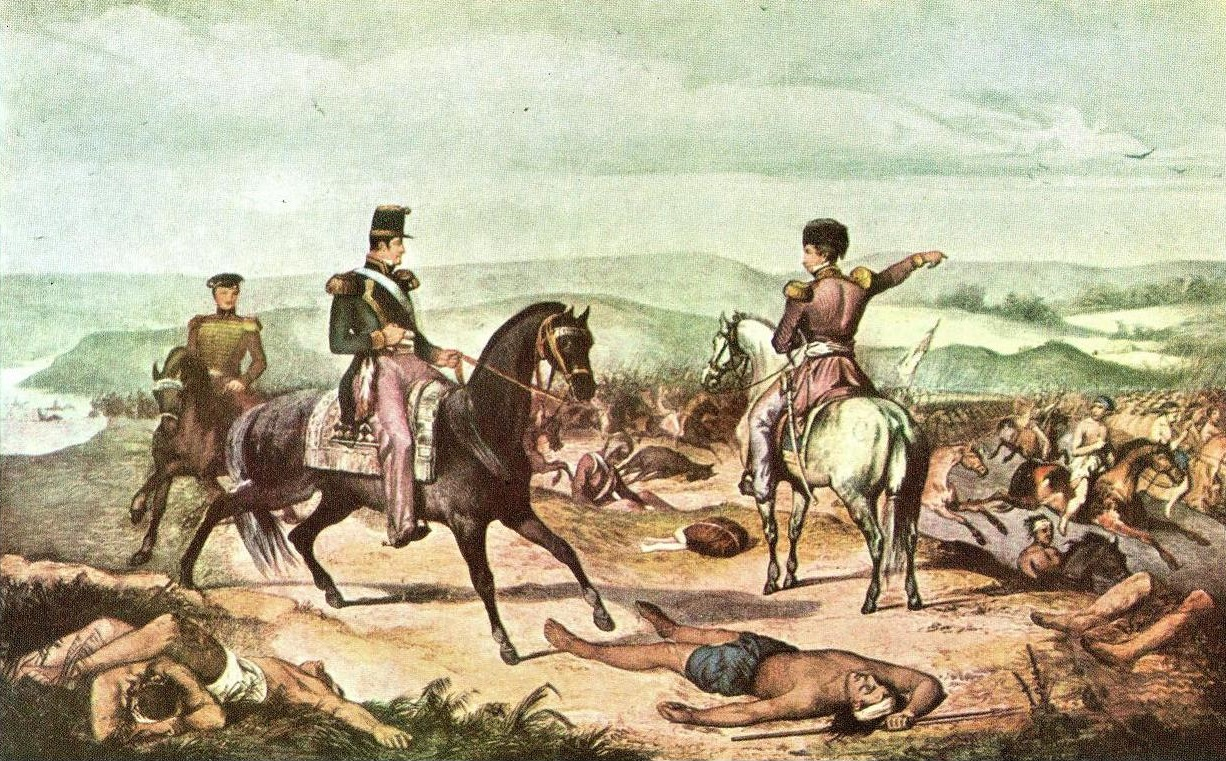
Juan Manuel de Rosas durant la seva campanya al Desert

Immediatament, Rosas va emprendre l'anomenada Campanya al Desert, és a dir, territoris ocupats per tribus aborígens al sud de la província de Buenos Aires. Entre els objectius de la campanya s'expliquen l'incorporar terres per a la ramaderia i l'acabar amb els malons que assolaven la frontera. La columna de Rosas va arribar fins al Rio Negro, incorporant 2900 llegües quadrades de terreny i reduint l'acció dels indígenes. Al finalitzar la campanya, va signar tractats de pau amb diversos cacics secundaris, que es van convertir en útils aliats. A l'any següent se sumaria el més important d'ells, Calfucurá.
En aquesta campanya es van destacar alguns oficials que formarien la següent generació de militars portenys: Pedro Ramos, Ángel Pacheco, Domingo Sosa, Hilario Lagos, Mariano Maza, Jerónimo Costa, Pedro Castelli i Vicente González (el Carancho del Monte). Simultàniament es van realitzar campanyes des de Mendoza, Córdoba i San Luis, amb resultats molt limitats.
Amb aquesta campanya, la província es va assegurar la tranquil·litat per als camps i pobles ja formats, i es va assolir un relatiu avenç en el sud-oest de la província; però els avenços de la frontera van ser molt menys espectaculars que els que assoliria Julio Argentino Roca el 1879. Personalment, Rosas va assolir posar del seu costat a l'exèrcit, als estancieros i l'opinió pública, i l'agraïment de les províncies de Mendoza, San Luis, Córdoba i Santa Fe, que es van veure lliures de saquigs importants per molts anys. No obstant això, l'únic grup d'indis que no va ser totalment dominat, els ranquels, van seguir sent vistos com un problema per als habitants d'aquestes províncies.
Durant els primers anys del seu segon govern, la política de Rosas envers els indígenes alternaria tractats de pau i donacions amb campanyes d'extermini. Només després de la crisi que va començar el 1839 la va canviar per una política de pau permanent. El preu a pagar per la pau va ser sostenir a les tribus amigues amb lliuraments anuals de bestiar, cavalls, farina, teixits i aiguardent. A partir d'aquest moment, les tribus caçadores van dependre dels lliuraments d'aliments, i van ser considerats per Buenos Aires com costosos paràsits de l'erari públic, oblidant que (des del punt de vista de Rosas) els pagaments eren un preu a pagar per l'ús de territoris que ells consideraven seus. Aquesta actitud pacificadora, i el compliment dels pactes celebrats, li van guanyar a Rosas el respecte dels caps dels indis amics.

### Governs de Balcarce, Viamonte i Maza
Durant el mandat de Balcarce es va produir l'ocupació britànica de les illes Malvines.
Des del moment en què Rosas va baixar de govern, es va produir una divisió en el partit federal porteny, entre apostòlics (partidaris d'un govern fort que donés suport a Rosas) i els cismàtics o doctrinaris (que aspiraven a l'organització constitucional de la província, evitant la concentració del poder) als que els rosistes anomenaven lomos negros (lloms negres).
L'enfrontament es va conduir principalment a la premsa, dividida en dos bàndols, que s'atacaven escandalosament; el govern va decidir processar a diversos periòdics opositors i un o dos oficialistes. Llavors es va posar en acció Encarnación Ezcurra, esposa i consellera de Rosas, que reunia diàriament als seus aliats a casa, i organitzava les manifestacions i agressions contra els opositors.
Un dels diaris enjudiciats era anomenat "El Restaurador de les Lleis". Quan es va anunciar el judici als diaris, Encarnació va fer empaperar la ciutat amb la notícia que anava a ser enjudiciat el Restaurador, el que la gent va interpretar com un judici al propi Rosas. Es va produir una gran manifestació, i els seus participants es van reunir als afores de la ciutat; en la seva ajuda va venir el general Agustín de Pinedo, que va posar setge a la ciutat, provocant uns dies més tard la renúncia de Balcarce. Aquesta va ser l'anomenada Revolució dels Restauradors.
En el seu lloc va ser nomenat el general Juan José Viamonte, i en els dies següents van abundar les agressions dels partidaris de Rosas, organitzats per Encarnación Ezcurra a la Societat Popular Restauradora, formada per les classes mitjanes de la ciutat i part dels oficials d'origen humil. El seu braç armat era La Mazorca, un grup parapolicial que atacava les cases dels opositors a Rosas, causant excessos i agressions físiques als que eren considerats opositors. Hi va haver alguns crims i els federals doctrinaris van començar a emigrar, però de moment no van tenir l'extensió que tindria en el futur.
Però Viamonte no era tampoc un apostòlic, i no comptava amb la confiança de Rosas o la seva dona; ni tan sols l'expulsió de Bernardino Rivadavia (que havia pretès tornar al país) li va guanyar la seva confiança.
Uns mesos després (ja el 1834) Rosas va tornar a Buenos Aires, i Viamonte es va veure obligat a renunciar. En el seu lloc va ser triat Rosas, que no va acceptar perquè no se li concedien les facultats extraordinàries; no se sentia capaç de governar (ni li interessava fer-ho) sota les limitacions d'un estat de dret. Va ser elegit governador el seu amic Manuel Vicente Maza, president de la legislatura.

### La Guerra civil al Nord i l'assassinat de Quiroga

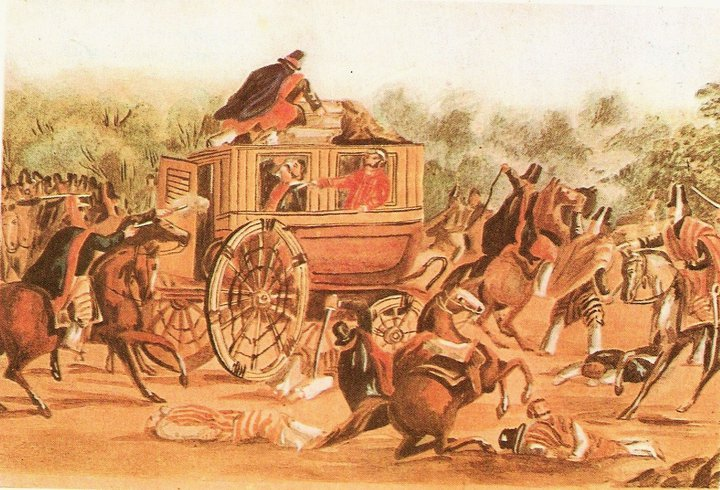
Assassinat de Facundo Quiroga en Barranca Yaco

Un conflicte entre les províncies de Tucumán i Salta va arribar a l'estat de guerra civil, particularment a partir del moment en què la ciutat de San Salvador de Jujuy va decidir separar-se de la segona, formant la província de Jujuy. El governador salteny, Pablo Latorre, va demanar ajuda al govern de Buenos Aires.
Maza va optar per consultar la situació amb Rosas i Facundo Quiroga (establert a Buenos Aires) abans de decidir quina actitud prendre, ja que existia la sospita que s'hagués format un grup partidari de la secessió a les províncies de nord. Finalment, a comanda del primer, va enviar a Quiroga a intervenir entre els dos governs, mentre Rosas li demanava que fes veure als pobles que no era temps per a l'organització constitucional.
Mentre Quiroga estava en camí, la guerra es va definir amb el triomf de Tucumán i el governador salteny va ser fet presoner i assassinat. A l'arribar a Santiago del Estero, Quiroga va obtindre la signatura d'un tractat entre el governador local Ibarra, Heredia i un representant de Salta, pel qual es restablia la pau i es reconeixia l'autonomia de la recentment fundada província de Jujuy.
A la tornada de la seva missió, una partida de milicians va atacar la galera en què viatjava Quiroga i el va assassinar al paratge anomenat Barranca Yaco (jurisdicció de Córdoba) el 16 de febrer de 1835. A ningú va escapar que es tractava d'un crim polític, i totes les acusacions es van centrar en els germans Reinafé.
La notícia de l'assassinat de Quiroga va commoure a Buenos Aires: Maza va renunciar al seu càrrec, i la Sala de Representants, davant la por de l'anarquia va designar a Rosas governador per un termini de cinc anys. A la seva comanda, li va atorgar la suma del poder públic; exerciria a discreció el poder executiu i podia intervenir en el legislatiu i el judicial.

## El segon govern de Rosas
Atès que el poder que se li atorgava era fora del normal, Rosas va demanar a la Sala de Representants que es convoqués a un plebiscit per ratificar aquesta decisió; el mateix va ser organitzat a la ciutat, ja que la Sala va considerar que a l'interior de la província el suport a Rosas no podia ser qüestionat. El resultat va ser aclaparador; de 9.720 sufragis, només 7 es van manifestar en contra.

### La dictadura
Va sorgir llavors una dictadura legal, ja que la concentració de poders es basava en una llei de la Sala de Representants refrendada pel vot dels ciutadans. La Sala de Representants va continuar existint, i el governador i els seus ministres enviaven periòdicament informes sobre la seva actuació. Cada any es van celebrar les eleccions dels seus integrants, en què es presentava únicament la llista de candidats oficialistes, personalment elaborada per Rosas. Durant les successives crisis, alguns dels seus membres van manifestar algun tipus d'oposició parcial a les gestions de govern. Després de cada elecció, Rosas presentava la seva renúncia al càrrec de governador, i la sala el tornava a triar, confirmant la continuïtat de la suma de poder públic. Amb el pas el temps, els legisladors van ser elegits cada vegada més per la incondicionalitat a la persona de Rosas, i els gestos d'autonomia dels legisladors es van fer més esporàdics, fins a desaparèixer del tot.
Per la seva banda, Rosas, cada vegada més metòdic i acurat en el maneig de les finances, publicava cada any l'estat de la Hisenda Pública a la Gaceta Mercantil.
Rosas va restablir l'ús de la divisa punzó i va perseguir als enemics polítics; La Mazorca va incrementar la seva acció contra els opositors, molts dels quals es van veure obligats a emigrar. La major part dels emigrats es van concentrar a Montevideo; allà van recalar els antics unitaris emigrats el 1829, els federals cismàtics des de 1833 d'ara endavant, i els joves de la generació del 37.
Nombrosos jutges van ser remoguts, i Rosas es va ocupar personalment de les causes que considerava importants, casos per als quals nomenava jutges ad hoc, sota la seva supervisió personal. Recentment assumit, Rosas va ordenar la captura de Santos Pérez i els germans Reynafé, i després d'un judici que va trigar anys, van ser condemnats a mort i executats. El judici va donar a Rosas una autoritat nacional en un àmbit inesperat, la seva província tenia un tribunal penal d'autoritat nacional. Aquesta autoritat, fora d'un esquema legal, va aportar certa unitat a l'administració nacional. Malgrat l'autoritat de Rosas, els tribunals de justícia van mantenir una certa independència, especialment en assumptes sense rellevància política.
El rosismo va accentuar el caràcter tel·lúric i nacionalista del federalisme porteny, oposat als ideals europeus de Rivadavia, que havia mancat de suport majoritari. El govern rosista es va caracteritzar per comptar amb un gran suport per part de la vila (hisendats, comerciants, vells militars de temps de la Independència, sectors mitjans i baixos van donar suport incondicionalment al «restaurador de les lleis»). Els grans terratinents i comerciants es van beneficiar econòmicament amb l'exclusivitat de la duana portenya i la venda de terres públiques. A les ciutats, Rosas compartia balls, festes i jocs amb els sectors baixos de la societat, els qui el sentien proper a ells. Rosas va establir el «paternalisme polític», és a dir, el generar en les classes baixes el sentiment de ser un «pare» que té cura, coneix i protegeix als seus «fills».
Va fer obligatori el lema de «Federació o mort» (que seria gradualment reemplaçat per «Morin els salvatges unitaris!»), per a encapçalar tots els documents públics, i va imposar als empleats públics i militars l'ús del cintillo punzó, que aviat seria usat per tots. Per oposició al color punzó omnipresent a la ciutat rosista, més tard els unitaris portarien divises celestes, el que tindria un resultat inesperat: la bandera argentina era, fins aquest moment, de color blau i blanc. Els exèrcits de Rosas la van començar a fer servir amb un color blau fosc, gairebé violeta; per diferenciar-se, els unitaris la van utilitzar de color blau cel (blau clar) i blanc, que és el color oficial a l'actualitat.

### L'interior a la dècada del 1830

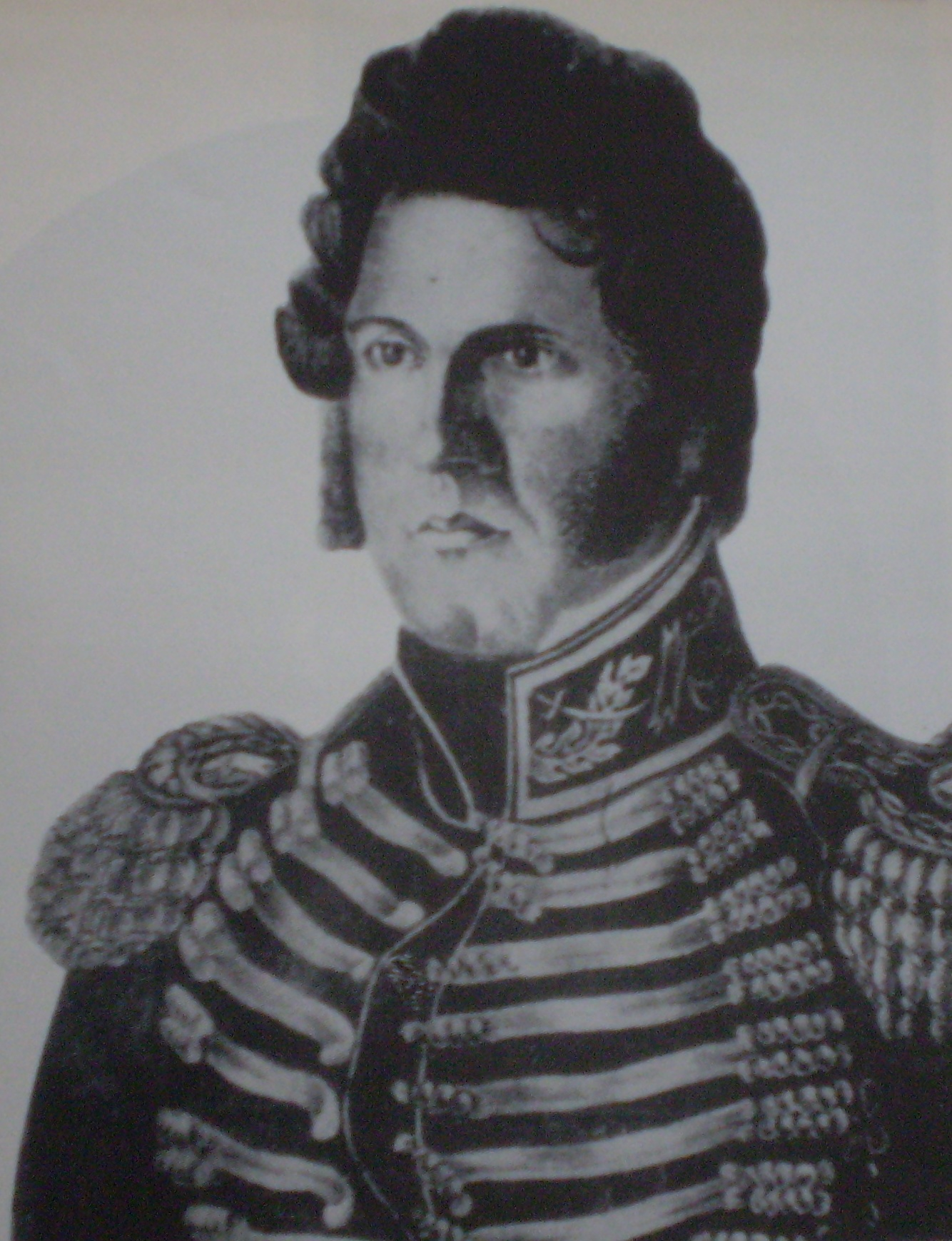
El general Pascual Echagüe, governador de la província d'Entre Ríos

La guerra civil al nord i la mort de Quiroga van generar una sèrie de canvis polítics importants en gairebé totes les províncies de l'interior. A Córdoba, després de diversos interinitats, va assumir el comandament Manuel "Quebracho" López, un cap militar directament vinculat a Rosas. La influència d'Estanislao López en aquesta província, en Santiago del Estero i en Entre Ríos es va esfumar del tot, i el seu poder va quedar limitat només a Santa Fe. Juan Felipe Ibarra i Pascual Echagüe, governadors de les altres dues províncies esmentades, van ingressar obertament en l'entorn de Rosas. Les províncies cuyanes es van apropar a la influència de Rosas, i fins i tot el nou governador de San Juan, Nazario Benavídez, era un altre militar directament vinculat a Rosas.
Les províncies del nord-oest van quedar sota la influència d'Alejandro Heredia, que va passar a ser conegut com el «Protector del Nord» i va ser l'únic líder regional capaç de posar alguna mena de fre a les pretensions hegemòniques del governador porteny.
Sense constitució, per mera delegació de les atribucions de les províncies, i per acció pròpia, Rosas va exercir de fet el poder nacional, recolzat en la força de Buenos Aires. Va imposar una organització nacional de facto, invocant el Pacte Federal de 1831 com a única font legal de les relacions interprovincials. Al llarg de tot el seu govern va mantenir la seva posició sobre la inconveniència de reunir un congrés i sancionar una constitució.
Sota el nom de federació, va realitzar una política d'intensa intervenció en les províncies, utilitzant des del suport polític i financer a la persuasió, l'amenaça i l'acció armada.

### Política econòmica i Llei de Duanes
El governador de Corrientes, Pedro Ferré, va realitzar un enèrgic plantejament reclamant mesures proteccionistes per als productes d'origen local, la producció dels quals es deteriorava causa de la política de lliure comerç de Buenos Aires.
El 18 de desembre de 1835, Rosas va sancionar la Llei de Duanes en resposta a aquest plantejament, que determinava la prohibició d'importar alguns productes i l'establiment d'aranzels per a altres casos. En canvi, mantenia baixos els impostos d'importació a les màquines i els minerals que no es produïen al país. Amb aquesta mesura buscava guanyar-se la bona voluntat de les províncies, sense cedir l'essencial, que eren les entrades de la Duana. Aquestes mesures van impulsar notablement el mercat intern i la producció de l'interior de país. No obstant això, Buenos Aires va continuar sent la principal ciutat.
L'escala de tarifes partia d'un impost bàsic d'importació del 17% i s'anava augmentant per protegir els productes més vulnerables. Les importacions vitals, com l'acer, el llautó, el carbó i les eines agrícoles pagaven un impost del 5%. El sucre, les begudes i productes alimentaris el 24%. El calçat, roba, mobles, vins, conyac, licors, tabac, oli i alguns articles de cuir al 35%. La cervesa, la farina i les patates el 50%.
Un efecte addicional (que Rosas havia considerat correctament) era que, tot i que van disminuir les importacions, el creixement del mercat intern va compensar aquesta caiguda. De fet, els ingressos per impostos a la importació van augmentar significativament.
Simultàniament va pretendre obligar al Paraguai a incorporar-se a la Confederació Argentina ofegant-la econòmicament; per a això va imposar una forta contribució al tabac i els cigars. Com temia que entressin de contraban per Corrientes, aquests impostos van arribar també als productes correntins. La mesura contra el Paraguai va fracassar, però tindria greus conseqüències respecte de Corrientes.
La seva política econòmica va ser decididament conservadora; va controlar les despeses al màxim, i va mantenir un equilibri fiscal precari sense emissions de moneda ni endeutament. La seva administració era summament prolixa, anotant i revisant minuciosament les despeses i ingressos públics, i publicant-los gairebé mensualment. Tampoc va pagar el deute extern contret en temps de Rivadavia, excepte en petites sumes durant els pocs anys en què el riu de la Plata no va estar bloquejat. El paper moneda porteny va mantenir molt estable el seu valor i va circular per tot el país, reemplaçant a la moneda metàl·lica boliviana, amb la qual cosa va contribuir a la unificació monetària de país.
El Banc Nacional, fundat per Rivadavia, estava controlat per comerciants anglesos i havia provocat una greu crisi monetària amb contínues emissions de paper moneda, contínuament depreciat. El 1836, Rosas el va declarar desaparegut, i al seu lloc va fundar un banc estatal, anomenat Casa de Moneda; va ser l'antecedent inicial de l'actual Banc de la Província de Buenos Aires.

### Guerra contra Bolívia
El 1836 es va organitzar la Confederació Perú-Boliviana, presidida per Andrés de Santa Cruz, que poc després va entrar en guerra amb Xile. El govern xilè va acusar Santa Cruz de planejar annexar les províncies de nord argentí; d'altra banda, Bolívia era un dels països amb major quantitat d'emigrats unitaris, i des d'aquest país s'havien produït diverses invasions a Salta i Tucumán. El 19 de maig de 1837, Rosas va declarar la guerra a la Confederació Perú-Boliviana. El pes de les guerres va recaure a les províncies de nord-oest argentí; Rosas es va limitar a enviar-li alguns oficials i peces d'artilleria. Les operacions (que van començar a l'agost de 1837) van consistir bàsicament en la defensa de la Puna de Jujuy i el nord de la província de Salta, amb una sèrie de combats i escaramusses sense resultats concloents.
La guerra va continuar fins a la victòria de l'exèrcit restaurador xilè-peruà en la batalla de Yungay, que va posar fi a la Confederació Perú-Boliviana. Rosas no va aprofitar la victòria per reincorporar la província de Tarija, la possessió del qual reclamava, deixant pendent el conflicte.
El rei de França, Lluís Felip, va intentar recuperar per França el seu paper de gran potència, obligant a diversos països febles a fer-li concessions comercials i (quan era possible) reduir-los a protectorats o colònies; aquest va ser el que va passar, per exemple, a Algèria. Des de 1830, França buscava augmentar la seva influència a Amèrica Llatina i, especialment, assolir l'expansió del seu comerç exterior
El novembre de 1837, el vicecònsol francès es va presentar a ministre de relacions exteriors, Felipe Arana, exigint-li l'alliberament de dos presos de nacionalitat francesa; també reclamava un acord similar a què tenia la Confederació Argentina amb Anglaterra i l'excepció del servei militar per als immigrants d'origen francès. A través de Felipe Arana, el seu ministre de relacions exteriors, Rosas va rebutjar les exigències. La resposta francesa va ser el bloqueig de Buenos Airesi els rius Paraná i de la Plata, proclamat a finals de març de 1838.
A l'octubre de 1838, l'esquadra francesa va atacar l'illa Martín García, derrotant amb els seus canons i la seva nombrosa infanteria a les forces del coronel Jerónimo Costa i del major Juan Baptista Thorne. Quan els francesos van pretendre suport naval des de Montevideo i Colònia del Sacramento, el president uruguaià Manuel Oribe es va negar. De manera que els francesos van començar a donar suport al general Fructuoso Rivera, que s'havia llançat a una revolució. Els argentins exiliats a Montevideo, enemics de Rosas, van quedar de la banda de Rivera. França, per la seva banda, va estendre el bloqueig als ports uruguaians i es va apoderar de l'esquadra d'Oribe. El president es va veure obligat a renunciar, i es va refugiar a Buenos Aires; Rivera va assumir la dictadura.
A Buenos Aires i el Litoral, el bloqueig va causar enormes trastorns: els productes exportables s'acumulaven a les barraques, de manera que els estanciers no podien vendre els seus productes. El descontentament es va estendre entre els ramaders i els comerciants, molts dels quals es van passar silenciosament a l'oposició. Addicionalment, Rosas va pretendre resoldre part dels problemes financers que li causava el bloqueig exigint el pagament dels cànons endarrerits dels camps en emfiteusi; els estanciers, sense ingressos pel mateix bloqueig, van haver de endeutar-se o malvendre el seu bestiar per pagar.
Sobre el reclam particular de França, és a dir, l'exempció del servei d'armes per als seus súbdits, el govern de Buenos Aires va retardar la resposta per més de dos anys. Rosas no s'oposava a reconèixer als residents francesos al Riu de la Plata el dret a un tracte similar a què es donava als anglesos, però només va estar disposat a reconèixer-ho quan França va enviar un ministre plenipotenciari, amb plens poders per a la signatura de un tractat. Això significava un tracte d'igual a igual, i un reconeixement de la Confederació Argentina com un estat sobirà.

### La Generació del 37

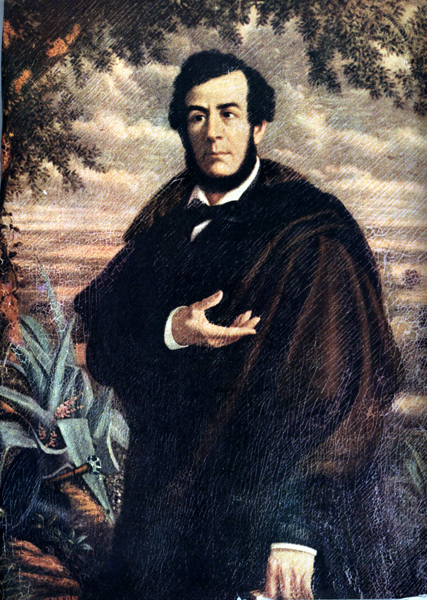
Esteban Echeverría

Els joves de la generació de maig havien arribat a l'edat adulta, i en la dècada del 1830 va aparèixer una nova generació de joves, formada per nascuts al segle xix, i especialment en la dècada de la independència. La Generació del 37 és el nom que es va donar posteriorment als escriptors i intel·lectuals d'aquesta generació, molts d'ells viatgers a l'exterior, educats en universitats, i amb ideals romàntics i liberals. Esteban Echeverría, un dels seus membres de més edat, va crear un grup que es reunia a la rebotiga de la llibreria de Marcos Sastre a discutir sobre literatura i art, però també sobre temes polítics. Apassionats per les novetats arribades d'Europa, i distanciats de la tradició espanyola, no eren necessàriament opositors a Rosas.
L'agressió francesa va obligar els joves romàntics a triar entre la «civilització» (el màxim representant de la qual era França) i el govern del seu país; la major part d'ells es van posar de la banda de França i van criticar la postura de Rosas. Echeverría va fundar l'Associació de la Jove Argentina (posteriorment Associació de Maig) amb fins de reflexió i propaganda política. En el seu ideari, renegaven formalment dels partits unitari i federal, i proposaven solucionar els problemes de país per mitjà de la llibertat, igualtat i fraternitat proclamades per la revolució francesa. Alguns dels joves van fundar filials a l'interior de país: Domingo Faustino Sarmiento i Antonino Aberastain van crear una a San Juan, Benjamín Villafañe i Félix Frías, una altra a Tucumán, i José Francisco Álvarez i Ramon Ferreyra van crear la de Córdoba.
Tant les seves idees com les seves accions tindrien gran influència en l'organització nacional i el procés constitucional posterior a la caiguda de Rosas, especialment a través de Sarmiento, Juan Bautista Alberdi i Juan María Gutiérrez. Per molt temps serien considerats pròcers civils, però posteriorment els historiadors revisionistes els acusarien de considerar tot l'europeu superior l'americà o espanyol, de voler trasplantar Europa a Amèrica sense considerar als americans, i de trair repetidament al seu propi país a l'aliar-se a els enemics estrangers del seu govern.
La Societat Popular Restauradora va començar a pressionar sobre els joves romàntics, i alguns d'ells van ser atacats per La Mazorca; alguns d'ells van emigrar a Montevideo o a Xile. Alguns grups ocultament dissidents, només marginalment relacionats amb l'Associació de Maig, van romandre a l'expectativa.

### Les primeres revoltes contra Rosas i els seus aliats
Amb la intenció de resoldre la crisi en el que afectava a la seva província, Estanislao López va enviar a Buenos Aires al seu ministre, Domingo Cullen; amb autorització del vell cabdill o sense ella, Cullen va passar per sobre de Rosas i es va entrevistar amb el cap de l'esquadra francesa, demanant l'aixecament del bloqueig per a la seva província i oferint retirar l'encàrrec de les relacions exteriors a Rosas. Però en aquest moment va morir López, amb el que Cullen va haver de fugir a Santa Fe. Allà va ser triat governador.
Cullen es va posar en contacte amb el governador correntí Genaro Berón de Astrada per combinar algun tipus de moviment contra Rosas. Abans que aquestes negociacions arribessin a res concret, Echagüe i Rosas van pressionar sobre la legislatura santafesina i van assolir l'enderrocament de Cullen; aquest va fugir a Santiago del Estero.
Berón de Astrada es va pronunciar contra Rosas i va organitzar un exèrcit provincial; Echagüe va envair Corrientes i el va derrotar el març de 1839. Després de deixar en Corrientes un govern federal, Echagüe va tornar a la seva província i va envair l'Uruguai, per enfrontar-se a Rivera, que havia prestat ajuda a Berón de Astrada.
A Buenos Aires, un grup de descontents va intentar enderrocar a Rosas; el responsable va ser descobert i afusellat, i el seu pare, l'exgovernador Manuel Vicente Maza, va ser assassinat. Diversos estanciers de sud de la província es van llançar a la revolució, anomenada dels Lliures de Sud. El general Lavalle s'havia traslladat amb alguns centenars de voluntaris a Martín García (ocupada per França) i havia promès ajuda als Lliures de Sud. Els estanciers no el van esperar i van avançar sobre Buenos Aires al front d'alguns centenars de gautxos, però van ser derrotats en la batalla de Chascomús.
Assabentat que Echagüe havia envaït l'Uruguai, Lavalle va envair al seu torn (en vaixells francesos) la província d'Entre Rios; va derrotar el governador delegat i va recórrer tota la província buscant suports. Al no obtenir-los, es va traslladar a Corrientes, on el governador Pedro Ferré s'havia pronunciat contra Rosas. Allí va formar un segon exèrcit.
Mentrestant, els problemes es multiplicaven al nord; a finals de 1838 havia estat assassinat Alejandro Heredia, passant el control de Salta i Tucumán a líders unitaris. Des de Santiago del Estero, Cullen va organitzar dues revolucions a Córdoba; vençudes aquestes, Ibarra va enviar a Cullen a Buenos Aires, on Rosas el va fer afusellar.
En els últims dies de 1839, Echagüe va ser derrotat en la batalla de Cagancha, no lluny de Montevideo, i va fugir a Entre Rios, portant amb ell a Oribe.

### Antirrosistes a les portes de Buenos Aires

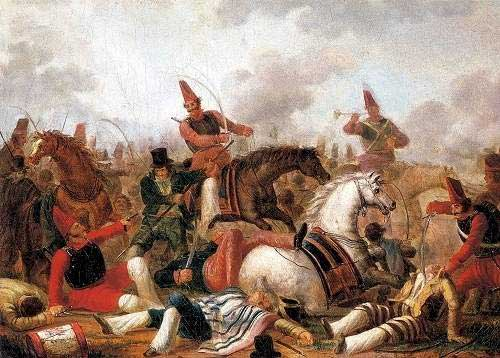
Un combat de cavalleria a l'època de Rosas, segons Carlos Morel

Els nous governants de nord-oest (principalment José Cubas de Catamarca, i Marco Avellaneda de Tucumán) es van organitzar per fer front al governador porteny. Quan l'exèrcit correntí de Lavalle va envair novament Entre Ríos, Tucumán es va pronunciar contra Rosas, va posar el seu exèrcit al comandament del general Lamadrid i va formar amb les províncies veïnes la Coalició del Nord. El comandant nominal del seu exèrcit era el governador de La Rioja, Tomás Brizuela. L'únic governador que va romandre fidel a aquest va ser Ibarra, de Santiago del Estero; per això es van llançar tres invasions en contra seu, sense cap resultat.
Lavalle va recórrer Entre Ríos de nord a sud, però va ser derrotat en el mes de juliol per Echagüe; refugiat a Punta Gorda, va embarcar les seves tropes a l'esquadra francesa. Els seus perseguidors van pensar que es retirava a Corrientes o a l'Uruguai, però el 1r d'agost va desembarcar a San Pedro, al nord de la província de Buenos Aires.
Amb cavalls aportats per alguns estanciers amics, va avançar sobre Buenos Aires. Però la seva invasió no tenia suport popular; ningú es va unir al seu exèrcit, i en canvi el coronel Pacheco, cap de l'exèrcit porteny, el va envoltar amb les seves tropes. De manera que Lavalle va retrocedir cap al nord de la província.
Quan es va saber que Lavalle fugia, va esclatar el terror general a la ciutat; desenes de persones van ser assassinades, centenars de cases saquejades i els carrers van quedar buits. Els antics partidaris dels unitaris van ser perseguits, i també els que fossin sospitosos de ser-ho, per qualsevol raó. Els símbols dels unitaris, i fins als objectes de colors identificats amb els unitaris (blau cel i verd) van ser destruïts. Les cases, la roba, els uniformes, tot el que pogués acolorir va ser pintat de color vermell.
Roses no va fer res per aturar la massacre, i possiblement no hagués pogut controlar-la; només a finals d'aquest any, quan va estar segur que anava a ser obeït, va anunciar que a qualsevol que el descobrís violant una casa, robant o assassinant seria passat per les armes. La violència es va aturar aquest mateix dia.
El terror de l'any 40 va ser la culminació de l'ús polític de la violència per part de Rosas i el seu partit. Alguns historiadors estenen la imatge d'aquestes setmanes de violència a tot el seu govern, mentre que altres sostenen que no va ser així. Hi va haver diversos períodes en què els opositors van ser perseguits, però els crims de tots els dies només van ocórrer a finals de 1840. De fet, Rosas va usar més el terror com a idea per pressionar les consciències que per eliminar persones.

### Guerra contra la Coalició del Nord

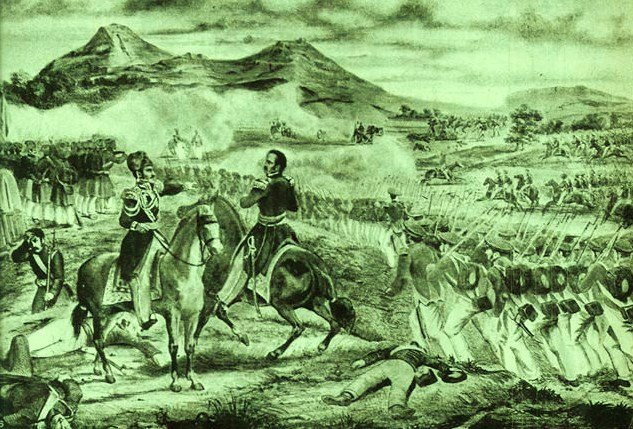
La batalla de Famaillá

Lavalle va perseguir al governador santafesí Juan Pablo López fins a la ciutat de Santa Fe, que va ocupar després d'una ferma resistència. Allà es va assabentar de la signatura del tractat Arana-Mackau (per pressió d'Anglaterra a França, s'havia pactat la finalitat del bloqueig francès al Riu de la Plata; Rosas havia cedit pel que fa a indemnitzacions i al tracte als ciutadans francesos, però no a concessions territorials, comercials, ni de lliure navegació interior).
Per la seva banda, Lamadrid havia envaït i ocupat Córdoba, de manera que Lavalle va marxar a la seva trobada. En el camí va ser derrotat per les forces federals (al comandament de l'oriental Manuel Oribe) a la batalla de Quebracho Herrado, el 28 de novembre de 1840. Lavalle i Lamadrid no van poder posar-se d'acord en res, excepte en retrocedir (Lavalle a La Rioja i Lamadrid a Tucumán). Després de diverses derrotes successives, Lavalle va quedar al capdavant del seu exèrcit a Tucumán, mentre Lamadrid va marxar cap a Cuyo.
Pacheco va perseguir a Lamadrid fins a Cuyo; allí els unitaris van obtenir la seva última victòria en Angaco, abans de ser definitivament derrotats en la batalla de Rodeo del Medio, del 24 de setembre de 1841. Lamadrid i els seus homes van fugir a Xile. Pocs dies abans, Lavalle havia estat derrotat per Oribe en la batalla de Famaillá; en retirada cap al nord, va ser mort per casualitat per una partida federal. Gran part de les seves tropes van fugir a Bolívia, portant el cadàver del seu cap. També Catamarca va ser ocupada, i Cubas i Avellaneda van ser executats.
La resta dels correntins de Lavalle va creuar el Chaco, per incorporar-se a un nou exèrcit correntí, que havia format el general Paz. Aquest va derrotar a Echagüe en la batalla de Caaguazú i va envair Entre Ríos, mentre Rivera feia el mateix prop de l'actual Concòrdia. Però els entrerrians van triar governador a Justo José d'Urquiza i van obligar a Paz a abandonar Paranà; acabaria refugiat a Montevideo.
De retorn a Santa Fe, Oribe va destrossar al santafesí Juan Paz López (que havia canviat de bàndol), i va avançar sobre les forces uruguaianes i correntines al comandament de Rivera, a les quals va derrotar en la batalla d'Arroyo Grande, al desembre de 1842. Uns dies més tard, Corrientes tornava a caure en mans federals.
Oribe va envair l'Uruguai, al comandament de tropes argentines i uruguaianes. Tota l'Argentina estava novament en mans federals.

### L'economia a la dècada del 1840
L'economia rosista es va basar en l'expansió de la ramaderia i l'exportació del producte dels saladers: cuir, tasajo i sèu. Després d'un període d'estancament relatiu a la dècada anterior, la dècada del 1840 va ser especialment favorable a el creixement de la ramaderia al litoral. La província de Buenos Aires va ser la principal beneficiària d'aquest creixement, principalment perquè el govern porteny va conservar el privilegi del control dels rius interiors i va concentrar tot el moviment portuari i duaner a la capital.
Sota l'efecte dels bloqueigs, les taxes d'importació van ser reduïdes significativament; però mai van tornar a ser tan baixes com en l'època de Rivadavia, ni com serien després de la seva caiguda.
El creixement econòmic va permetre diversificar les activitats industrials i artesanals a la ciutat capital; no obstant això, no hi va haver desenvolupament d'indústries fora de les lligades a la producció rural: saladers, pelleteria i molins. El creixement d'aquest últim conjunt de productes permet suposar que la «ciutat carnívora» estava començant a incorporar major quantitat de pa a la seva dieta.
Els subsidis que va atorgar a algunes províncies estaven orientats a sostenir als seus governs i exèrcits, no a l'economia local. De totes maneres, el creixement econòmic de litoral fluvial va arrossegar un cert creixement de les economies de l'interior, que proveïen de certes mercaderies a aquell.
L'estricte control que Rosas va imposar (fins i tot personalment) a les despeses públiques, i la seva negativa a permetre emissions de paper moneda sense recolzament, li van permetre a la província de Buenos Aires mantenir equilibrades les seves finances, encara en els períodes en què aquestes es van veure afectades pels bloqueigs navals.

### Cultura i educació a l'època de Rosas
Per reduir despeses, Rosas va anul·lar la major part del pressupost dedicat a l'educació. En 1838 es va suprimir a Buenos Aires l'ensenyament gratuït i els sous dels professors universitaris.
No obstant, la Universitat de Buenos Aires i l'actual Col·legi Nacional de Buenos Aires es van mantenir en activitat per mitjà de l'aranzelament dels seus estudiants, i de les seves aules van sortir els membres de l'elit portenya del període següent, la majoria dels quals serien detractors acèrrims de Rosas.
A més existia la Universitat de Córdoba, regentada per religiosos catòlics, que atorgava títols en dret canònic i civil.
A Buenos Aires, l'educació secundària va estar distribuïda entre diversos col·legis, entre els quals el més prestigiós era el Col·legi de Sant Ignasi, dels jesuïtes, que (quan aquests van ser novament expulsats) es va transformar en el Col·legi Republicà Federal, regentat per l'antic jesuïta Francisco Magesté. Però també hi havia diversos col·legis privats, com el que dirigia Alberto Larroque. A l'interior hi havia col·legis secundaris en la majoria de les capitals provincials; el més antic i prestigiós era el Col·legi Nacional de Monserrat; en algunes d'elles era especialment prestigiosa l'educació brindada pels convents, com el franciscà de Sant Ferran de la Vall de Catamarca.

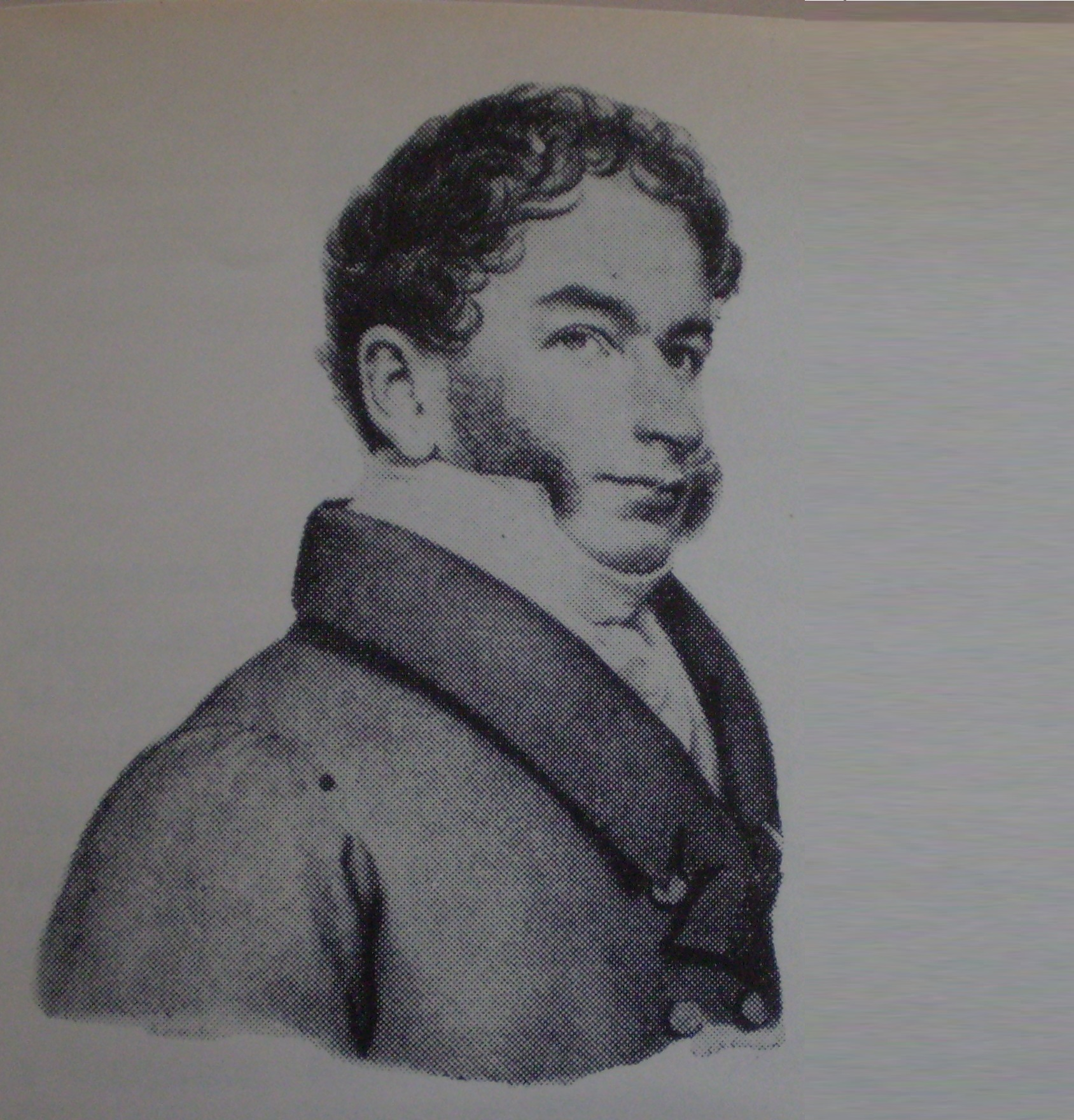
Pedro de Angelis va ser un dels intel·lectuals més destacats del rosisme
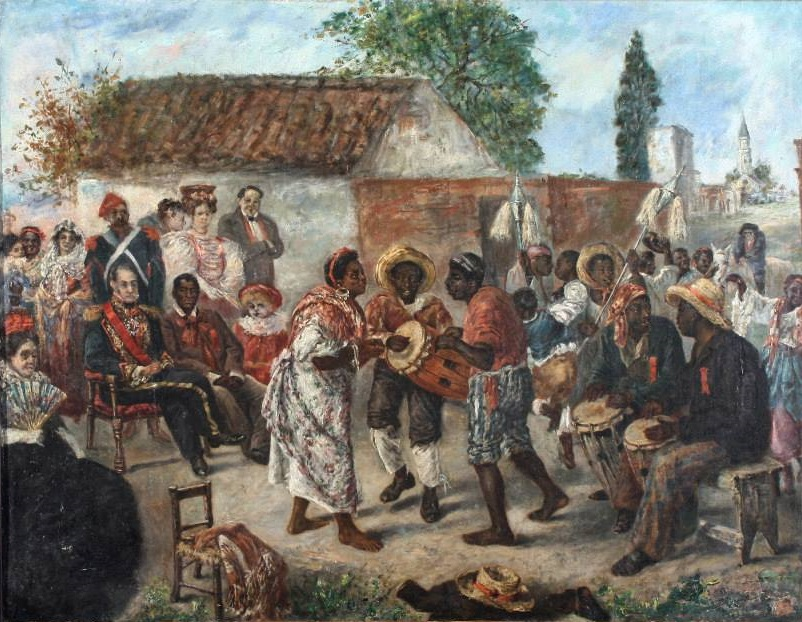
Rosas prestava molta atenció a les seves relacions amb les classes populars; a la imatge, presideix un candombe de negres

El periodisme va patir les conseqüències de les persecucions de Rosas; no obstant això, es va seguir publicant la Gaceta de comercio (Gaseta de comerç), hereva de l'antiga Gazeta de Buenos Ayres, i diversos altres diaris, invariablement oficialistes i, en molts casos, directament obedients cap a Rosas. El periodista Luis Pérez va publicar diversos diaris d'inspiració popular en suport a Rosas. Entre la premsa de caràcter informativa, es van destacar el British Packett and Argentina News, editat per la comunitat de comerciants britànics, i Archivo Americano y espíritu de la prensa del mundo (editat per Pedro de Angelis) i El Diario de la Tarde (editat per Pedro Ponce i Federico de la Barra.
Només en algunes províncies de l'interior es van publicar alguns diaris; Córdoba i Mendoza, províncies on aquesta activitat s'havia desenvolupat més que en altres, gairebé no van tenir activitat periodística a causa de la por de «Quebracho» López i José Félix Aldao a l'oposició que pogués fer-se'ls per la premsa. Es destaca, en canvi, la premsa opositora que va existir en Corrientes durant els períodes en què la província va estar enfrontada amb Rosas. Entre els periodistes que van destacar a l'interior, es pot esmentar a Marcos Sastre i Severo González (federals) a Santa Fe, i Juan Thompson, Manuel Leiva i Santiago Derqui (antirrosistes) a Corrientes.
La literatura del període va ser notòriament escassa, amb excepció de la que van produir els membres de la Generació del 37. La música, en canvi, va tenir un moment de brillantor particular, arribant amb Juan Pedro Esnaola a assolir certa autonomia de les escoles musicals europees. Per la seva banda, també la pintura va iniciar una producció autònoma, especialment en el camp del retrat, el paisatgisme i la pintura històrica; seus representants més destacats van ser Prilidiano Pueyrredón i Carlos Morel, i els europeus Ignacio Baz, Charles Henri Pellegrini i Amadeu Gras.

### L'Església catòlica
En l'Imperi Espanyol, la unitat social es concebia a través de la unitat de la Fe de l'Església catòlica. Però des de la seva emancipació, la Nació Argentina va estar influïda per dos corrents de pensament diferents:
1) La racionalista, laïcista i il·luminista de Voltaire que va sustentar la filosofia política de la Revolució Francesa i que va influir per exemple en el Degà Funes a Córdoba.
2) Una altra anterior, d'inspiració cristiana, influïda, d'una banda, per la doctrina del sacerdot jesuïta Francisco Suárez, de l'Escola de Salamanca, que va pregonar que l'autoritat és donada per Déu però no al rei sinó al poble, que va ser apresa a la Universitat jesuítica de Chuquisaca pels principals patriotes que van impulsar la Revolució de maig; i de l'altra, per l'exemple de la Revolució Americana que, encara que va tenir altres orígens, el seu lema nacional és In God we trust (en anglès: «En Déu confiem»).
En els primers temps de l'Argentina, Cornelio Saavedra i després fra Cayetano Rodríguez, fra Francisco de Paula Castañeda, Pedro Ignacio de Castro Barros, General Manuel Belgrano, Esteban Agustín Gascón, Gregorio García de Tagle, entre d'altres, van ser grans defensors del pensament catòlic i de l'Església contra l'anticatolicisme dels grups liderats primer per Mariano Moreno i Juan José Castelli, i després pel governant Bernardino Rivadavia que el 1822 (entre altres mesures tancar diversos convents), es va apoderar de tots els béns que pertanyien als ordes religiosos, va confiscar els béns propis del Santuari de Luján, dels de la Germandat de Caritat, de l'Hospital de Santa Catalina i altres.

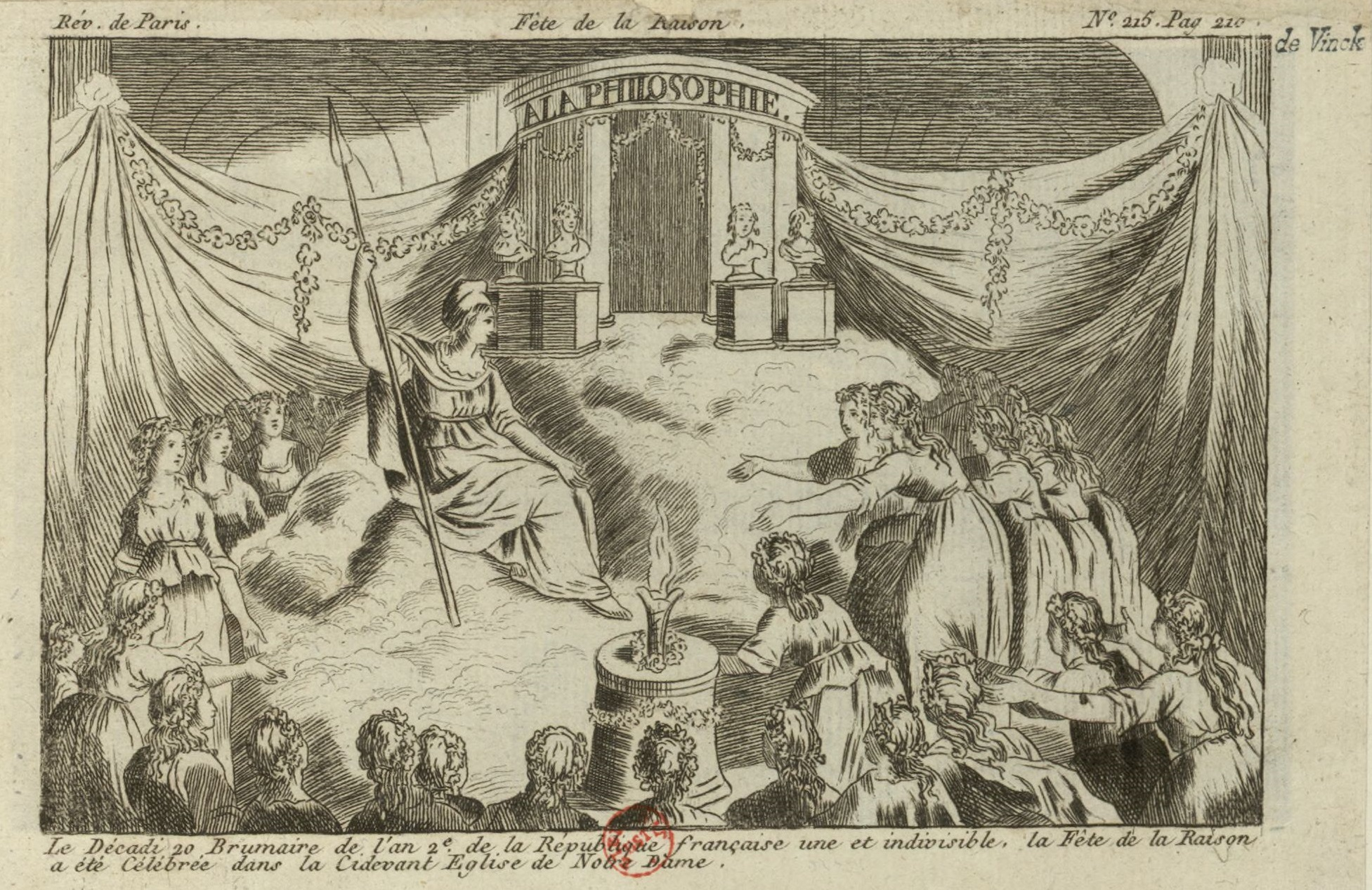
El culte de la «deessa Raó» durant la Revolució Francesa
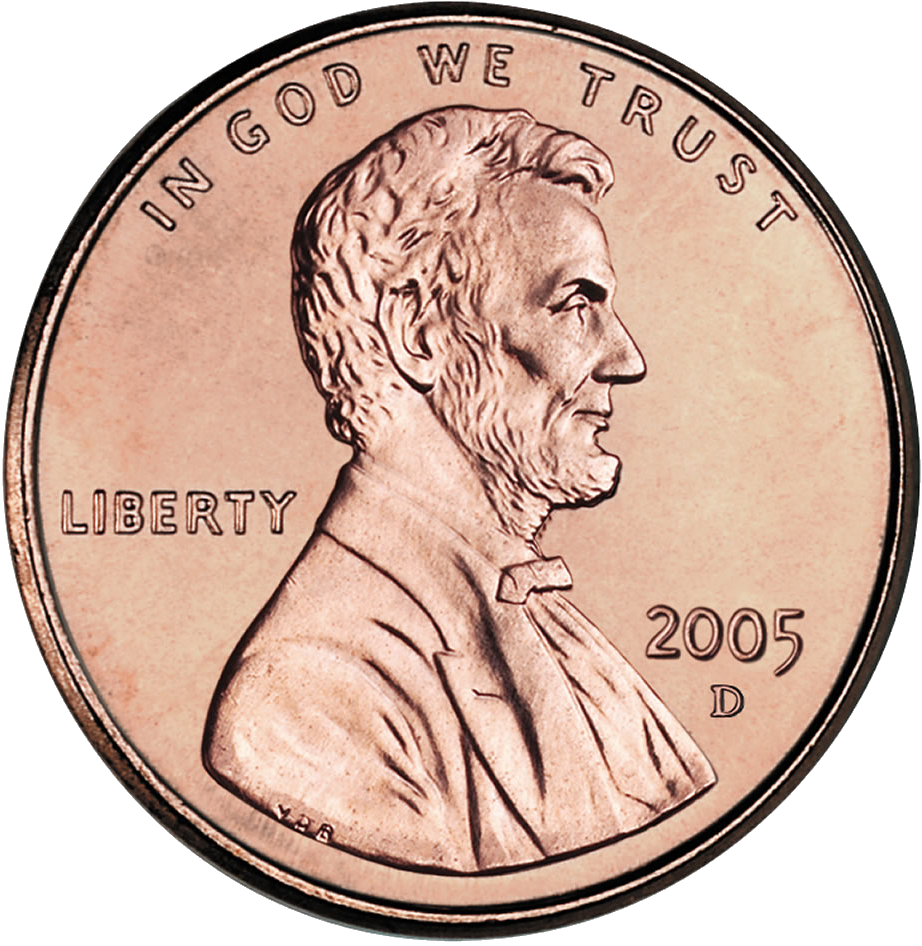
Moneda dels Estats Units d'Amèrica amb el lema «En Déu confiem»

Durant l'època de Rosas, l'Argentina era essencialment un país catòlic. L'Església catòlica tenia una importància cabdal en la formació de consciències socials i en l'educació, de manera que les relacions dels governs amb ella era una part fonamental de govern i l'acció política.

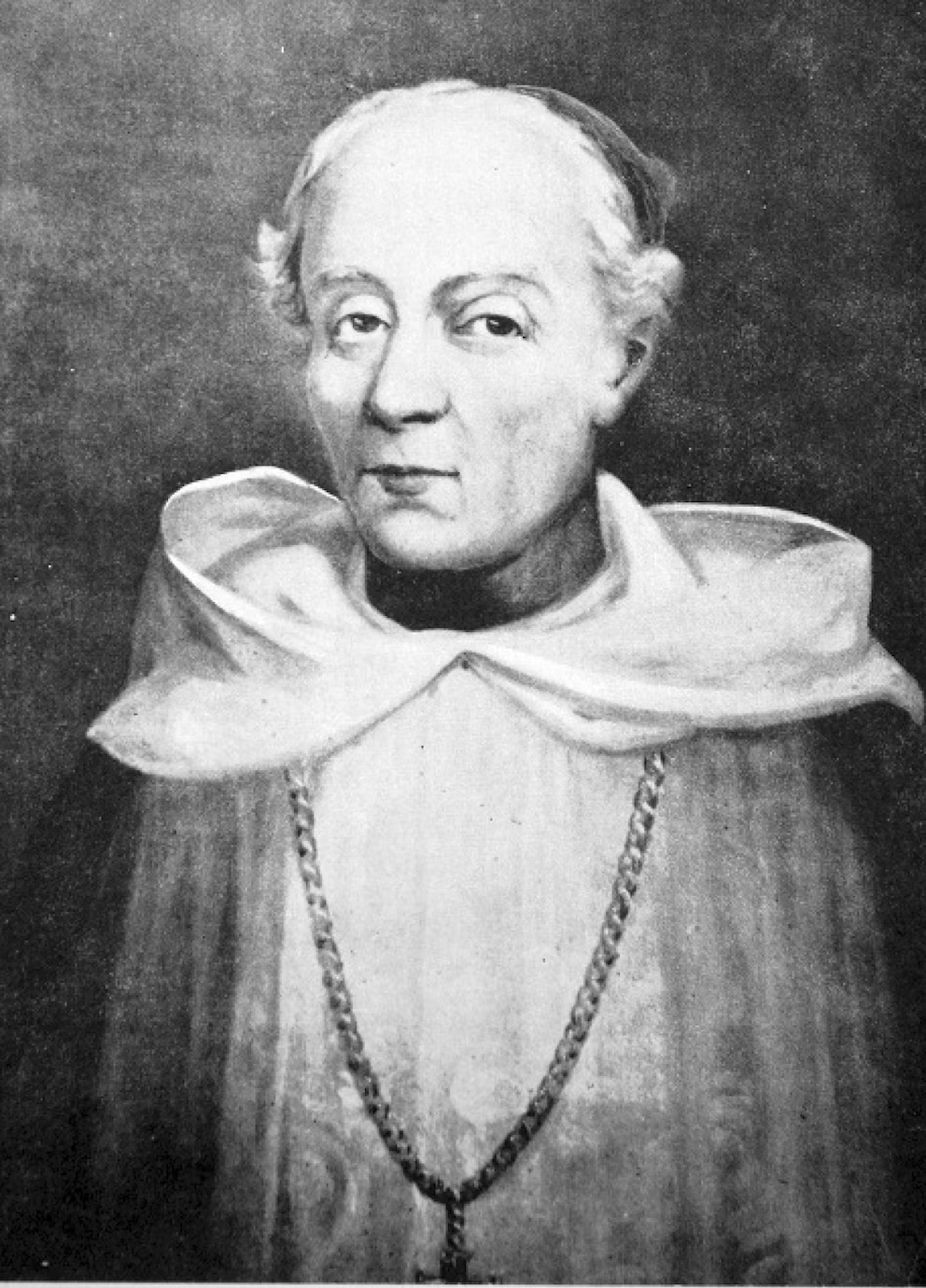
Fra Justo Santa María de Oro, bisbe de San Juan de Cuyo

Continuant amb la tradició de l'antic règim, Rosas considerava a l'Església com a part de l'aparell de l'estat. Però Rosas s'identificava a si mateix amb el govern, l'estat, el país i la Nació, i va buscar la legitimació del seu sistema a través de la defensa de l'Església. Durant el seu govern, el color vermell va punyir en tots els aspectes de la vida, i els altars van ser vestits permanentment amb aquest color; els capellans rectors cridaven a la feligresia a defensar la «Santa Causa de la Federació», i el retrat de Rosas solia estar exposat al costat de les imatges dels sants.
Per garantir el suport de l'Església, havia de garantir el seu propi control sobre la mateixa; per això va sostenir el seu dret a exercir al Patronat Eclesiàstic com a continuador del patronat regi de l'època colonial. Tot el període va ser un llarg estira-i-arronsa entre l'autoritat papal i l'autoritat de Rosas, i el mateix va passar a les províncies. Ja durant la governació de Viamonte s'havia discutit l'autoritat de Papa per nomenar per si mateix bisbes a l'Argentina; al Memorial Ajustat de 1834, la majoria dels juristes consultats van contestar que aquest dret li corresponia a govern.
El Papa va resoldre aquesta limitació nomenant un seguit de bisbes titulars (llavors anomenats bisbes in partibus infidelium, és a dir assignats a seus que estaven «en mans d'infidels» a Àsia i Àfrica, per exercir com a vicaris apostòlics. Rosas va reconèixer al primer d'aquests, Mariano Medrano com a bisbe de Buenos Aires el 1830, amb la qual cosa es van normalitzar les relacions amb la Santa Seu, que estaven tallades de fet des de la guerra d'independència.
El Papa va crear també el Bisbat de San Juan de Cuyo, per la qual van ser nomenats bisbes Justo Santa Maria de Oro i posteriorment José Manuel Quiroga Sarmiento. Per a la diòcesi de Córdoba va nomenar a Benito Lascano, que entraria repetidament en conflictes amb «Quebracho» López abans de morir el 1836; aquest mateix any va ser elevat al bisbat de Salta José Agustín Molina, que va morir dos anys més tard. Cap dels dos seria reemplaçat en tot el període.
Rosas va tornar alguns dels béns confiscats per la reforma rivadaviana als ordes religiosos. El 1836 va convocar els jesuïtes a tornar al seu país; aquests van obrir el Col·legi de Sant Ignasi i diversos més a l'interior. No obstant això, no va poder utilitzar-los per als seus fins de propaganda política, de manera que va acabar per expulsar-los de nou a l'octubre de 1841. Els governs provincials també van considerar prudent expulsar-los.

### Montevideo, Corrientes i el Gran Bloqueig
Vençuda la resistència a l'interior de l'Argentina, Rosas va enviar els seus exèrcits a Montevideo, on s'agrupaven la majoria dels seus enemics; Oribe seguia considerant-se president de l'Uruguai, i va ocupar l'interior d'aquest país sense problemes. L'abril del 1843 va posar setge a Montevideo, però (amb el suport de les esquadres europees, i amb reforços de tropes i voluntaris estrangers) la ciutat va resistir el setge.
A l'Argentina, hi va haver alguns alçaments a l'interior, i certs caps militars, com el Chacho Peñaloza van envair amb algunes forces des de Xile, però van ser vençuts amb facilitat.
Per la seva banda, Corrientes va tornar a aixecar-se sota la direcció de Joaquín i Juan Madariaga.
El Paraguai es veia perjudicat pel control dels rius interiors exercit des de Buenos Aires, per la qual cosa el president Carlos Antonio López va signar un acord comercial amb el govern correntí; Rosas va considerar que això era un atac a les representacions exteriors que li havien estat conferides. De manera que va rebutjar l'acord, afirmant que l'Argentina mai havia reconegut la independència paraguaiana, que a més mai havia estat declarada formalment. En resposta, el Congrés paraguaià va declarar formalment la independència de país, exigint a continuació a Rosas el seu reconeixement, que aquest va rebutjar. De manera que el Paraguai va transformar el seu acord amb una aliança militar contra Rosas.
Rivera va evadir el setge i va amenaçar el domini d'Oribe a l'interior de l'Uruguai. Urquiza va passar al seu torn a aquest país i al març de 1845 el va derrotar en la Batalla d'Índia Muerta, obligant-lo a refugiar-se al Brasil.
Com amb el setge de Montevideo no va obtenir el resultat esperat, Rosas va reorganitzar l'esquadra portenya i va ordenar el bloqueig naval complet de Montevideo al juliol de 1845; la resposta britànica i francesa va arribar tretze dies després, quan les esquadres d'aquests països van capturar la totalitat de la flota portenya, i van declarar (i al seu torn, el bloqueig del Riu de la Plata). Els aliats van prendre l'illa Martín García i van remuntar el riu Uruguai, saquejant els ports entre Gualeguaychú i Salto.
La flota anglo-francesa va decidir remuntar el riu Paraná, amb la finalitat de dominar els rius i iniciar el comerç directe amb els ports interiors. El 20 de novembre de 1845, una bateria comandada per Lucio Norberto Mansilla li va causar seriosos danys a la batalla de la Vuelta de Obligado. La flota va assolir forçar el pas i l'expedició va arribar fins Corrientes, però no va obtenir beneficis comercials importants, i al seu retorn va ser novament atacada. L'intent no seria repetit.
Després d'una episòdica ocupació de Santa Fe per Juan Paz López, Urquiza va avançar sobre Corrientes i va vèncer en la batalla de Laguna Limpia; poc després va arribar a un acord amb els Madariaga. No obstant això, Rosas ho va desautoritzar i va rebutjar el tractat, obligant a Urquiza a atacar Corrientes una vegada més. El 27 de novembre de 1847, va derrotar els Madariaga a la batalla de Vences i va nomenar governador a Benjamín Virasoro.
Rosas tenia el control de tot el país, mentre els seus enemics només controlaven Montevideo. Els comerciants britànics van pressionar al seu govern, que va aixecar el bloqueig per mitjà del Tractat Arana-Southern, signat al començament de 1849. A l'any següent, França va signar el Tractat Arana-Lepredour, de manera que el bloqueig va acabar definitivament. Tots dos tractats garantien a l'Argentina el control dels rius interiors.

### Apogeu del rosisme

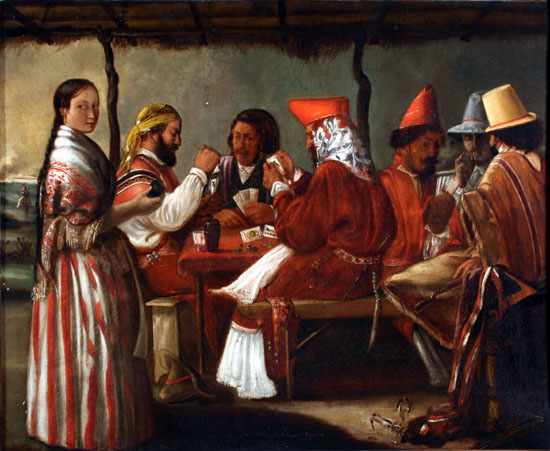
Tot i que el setge de Montevideo semblava favorable a Roses, li imposava retenir gran quantitat de tropes inactives, lluny de la seva província

El règim de Rosas havia assolit sobreposar-se a enemics que, en un moment o altre, havien controlat gairebé tot el país, amb excepció de la ciutat de Buenos Aires. La situació econòmica es va fer clarament favorable, i Rosas mantenia el seu prestigi inalterat.
A les províncies, la majoria dels governadors van romandre en els seus càrrecs durant llargs períodes; a més d'Ibarra (que governava Santiago del Estero des de 1820) altres governadors van tenir mandats especialment llargs: Benavídez a San Juan, Echagüe a Santa Fe, Gutiérrez a Tucumán, Iturbe a Jujuy, López a Córdoba, Lucero a San Luis, Navarro a Catamarca, i Urquiza a Província d'Entre Ríos van governar les seves províncies durant gairebé tota la dècada del 1840. Els governadors sospitosos de no ser enterament addictes a Rosas, com Vicente Mota de La Rioja i Segura a Mendoza, van ser expulsats dels seus càrrecs.
Les províncies de l'interior es van beneficiar econòmicament de la pau, que gairebé no va tenir interrupcions. Per la seva banda, les províncies de litoral es van veure beneficiades de les excepcions que va haver de fer Rosas durant el bloqueig anglo-francès, i la seva economia va créixer acceleradament.
Les relacions amb els països veïns es van estabilitzar; el Paraguai es va mantenir neutral després de la primera derrota dels Madariaga i, tot i que Bolívia es va negar a col·laborar per evitar noves invasions contra les províncies de nord argentí, va tractar per tots els mitjans d'evitar conflictes amb aquest país.
Tot i l'aliança amb Xile, les relacions amb el país trasandí van presentar certes dificultats, a causa de l'asil brindat als emigrats de la zona de Cuyo, entre els quals es destacava Domingo Faustino Sarmiento. Un altre problema va sorgir a partir de l'expansió territorial xilena cap al sud; el 1843, Xile va prendre possessió de l'Estret de Magallanes, punt estratègic que cobrava importància amb l'increment de la navegació a l'oceà Pacífic. Com el lloc ocupat es trobava a l'est de la serralada andina, el govern de Buenos Aires va presentar (tard) reclams el 1847, sostenint els drets argentins sobre aquest tram oriental del pas oceànic, però Xile va rebutjar els termes del document.
Les províncies van designar a Rosas Cap Suprem de la Confederació Argentina. Era un últim formalisme que donava nom al sistema que, durant un llarg temps, va donar unitat i estabilitat a país; però per estar basada en el personalisme, aquesta estabilitat no podia durar indefinidament. De totes maneres, el poder de Rosas semblava incommovible; el principal (i aparentment únic) problema que li quedava era Montevideo, refugi dels enemics de Rosas.

### Caseros: fi del rosisme
La caiguda de Montevideo semblava només qüestió de temps; finalitzat el bloqueig, l'únic aliat que li quedava a la ciutat era Brasil, que fins llavors no havia fet més que refugiar als colorits uruguaians. No obstant això, tot just conegut l'aixecament del bloqueig, tropes brasileres van iniciar invasions parcials sobre territori uruguaià. Al desembre de 1850, Rosas va trencar relacions amb l'Imperi del Brasil.
Com abans havien volgut fer les potències europees, el Brasil buscava garantir els seus mercats al Con Sud sostenint un govern propici en l'Uruguai. La diplomàcia imperial es va contactar amb Urquiza, que s'oposava a Rosas per raons econòmiques, a causa del tancament dels rius i la duana única de Buenos Aires. La manca d'una constitució nacional que obligués a Buenos Aires a seguir una política diferent era un obstacle insalvable, i Rosas feia de la seva oposició a la mateixa un dels eixos centrals del seu discurs.
Roses va preveure que hauria d'enfrontar-se al Brasil, i va nomenar a Urquiza comandant de la futura campanya contra l'Imperi, enviant-li armes i tropes. Per la seva banda, Urquiza va interpretar que s'estava donant llargues a l'exigència de l'organització constitucional. Després de diverses negociacions amb l'Imperi, el 1r de maig de 1851 es va anunciar el Pronunciament d'Urquiza, en què s'anunciava la pròxima sanció d'una constitució i la retirada a Rosas dels poders delegats per la seva província. El 29 de maig va signar amb el govern de Montevideo, la província de Corrientes i l'Imperi del Brasil un tractat d'aliança per acabar amb el setge de Montevideo.
Urquiza va envair l'Uruguai amb el suport de la flota brasilera, que va entrar en els rius Paraná i Uruguai; al juliol, Rosas va declarar la guerra a Brasil. Les tropes del setge es van passar a Urquiza, de manera que aquell va acabar per capitular. Tant els assetjadors com els assetjats van ser incorporats a les forces d'Urquiza.
Al novembre, els aliats van signar un segon tractat, en el qual es comprometien a fer caure Rosas. Brasil va aportar una enorme suma per a la campanya, part com a subsidi i part en qualitat de préstec. Els governs de l'interior van llançar tota mena d'invectives i amenaces contra Urquiza, però no van enviar cap ajuda a Rosas.
L'Exèrcit Gran, al comandament d'Urquiza, amb un total de 30.000 homes, va envair la província de Santa Fe, on Echagüe va ser enderrocat. Rosas comptava amb un nombre similar d'armament i tropes, però l'entusiasme d'aquestes (i fins i tot de molts dels seus oficials) havia desaparegut. El mateix governador va assumir el comandament de les seves forces, però va esperar passivament a les rodalies de Buenos Aires.
El 3 de febrer de 1852, a la batalla de Caseros, l'Exèrcit Gran es va imposar sense dificultat. Rosas va abandonar el camp de batalla i es va dirigir a la ciutat, on va redactar la seva renúncia. Refugiat a la legació britànica, dies després va partir cap a Anglaterra, on va residir fins a la seva mort, el 1877.

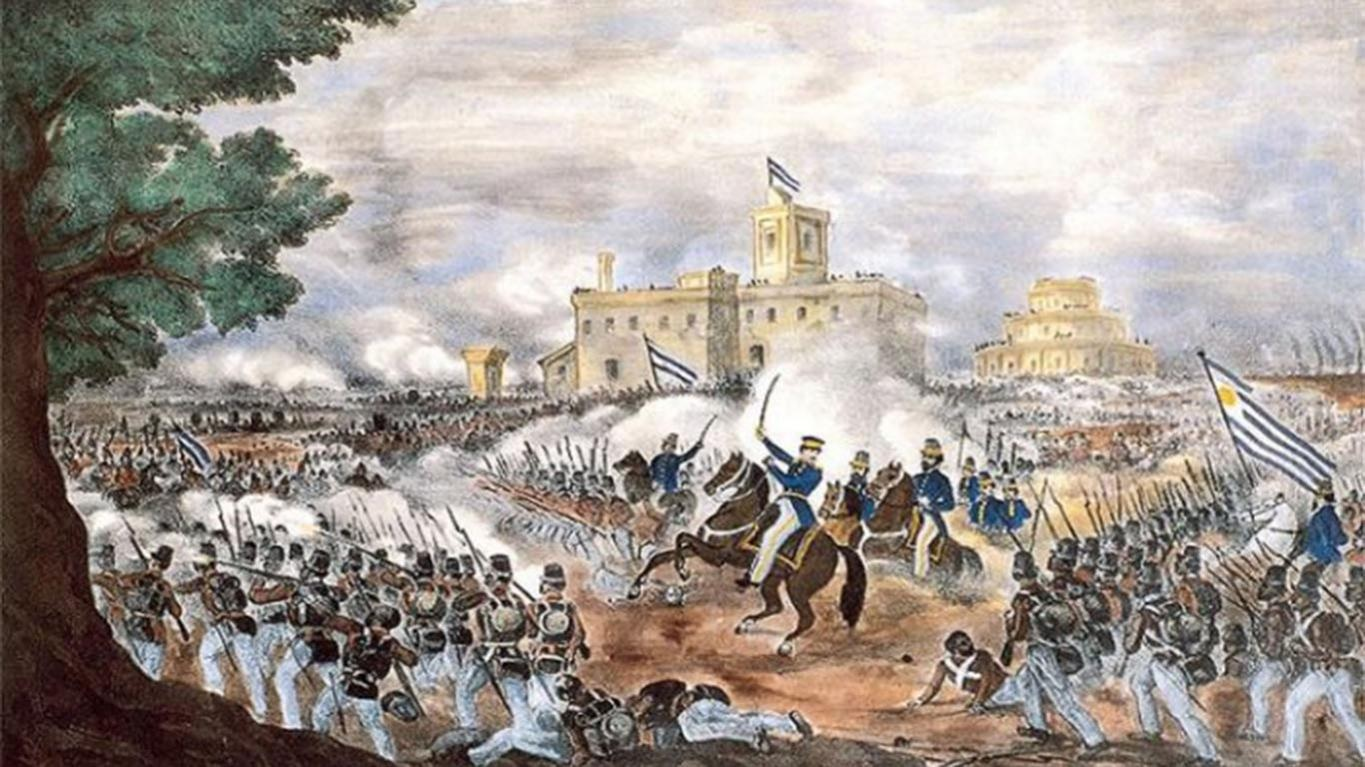
La batalla de Caseros
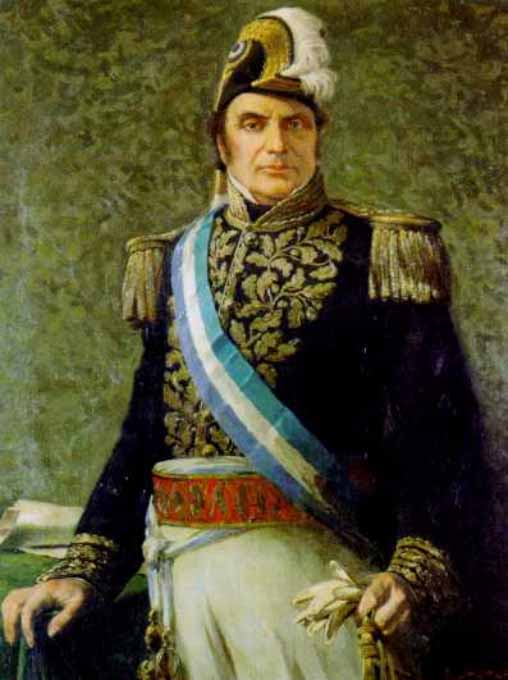
Justo José de Urquiza, primer president de la Confederació Argentina

La notícia de Caseros va sacsejar a les províncies, i en les setmanes següents la meitat dels seus governadors van ser reemplaçats per federals moderats; la resta es va afanyar a entrar en contactes amistosos amb Urquiza.
Havia finalitzat l'etapa rosista i s'iniciava la de l'Organització Nacional; a l'any següent es sancionaria la Constitució Nacional, i el 1854 Justo José de Urquiza assumiria com a primer president constitucional de país.

## Balanç de l'època de Rosas
Més enllà de les diferències evidents (i en alguns casos més aparents que reals) entre els estils de Rivadavia i Roses, el període comprès entre 1820 i 1852 té una sèrie de característiques en comú. Tant Rivadavia com Rosas van conservar tot el poder per a la seva província, i van controlar a l'interior a través del comerç exterior i la política duanera. Tots dos van intervenir militarment a les províncies de l'interior en que van considerar que la mera influència no era suficient per a assegurar el seu domini. I tots dos van rebutjar tot intent d'institucionalitzar el país quan el predomini porteny no estigués assegurat; l'experiència de Rivadavia va convèncer a Rosas que era millor mantenir el país no constituït i sostenir un sistema de negociacions entre províncies sobiranes.
En l'econòmic, el període va significar la confirmació del model agroexportador insinuat durant la dècada inicial de la independència i configurat en l'època de Rivadavia. L'obertura comercial no va ser contestada ni tan sols per la Llei de Duanes de Roses, que tot just va intentar regular algunes de les importacions, sense qüestionar en absolut la base agroexportadora. El litoral va experimentar un molt ràpid creixement, amb alts i baixos causats per la situació política, el clima i els mercats, mentre l'interior es convertia en un proveïdor de litoral, sense proveir mercaderies exportables. La principal diferència amb el règim de Rivadavia va estar en què, en el període rosista, van ser els propis estanciers (beneficiaris del model agroexportador) qui van posseir pràcticament tot el poder polític.
Tot i la manca de dades precises, sembla haver existit un fort corrent de migracions internes des de l'interior cap al litoral fluvial, que a més hauria rebut un corrent immigratori important (molt difícil de mesurar) des d'Europa, especialment des d'Espanya i Itàlia. I, a partir de la gran fam, també des d'Irlanda.
En el cultural, el període presenta una discontinuïtats notable amb l'època anterior; després de la pretensió rivadaviana de modernitzar i europeïtzar la cultura i l'educació, i trencar amb el model colonial, els dirigents federals van intentar desenvolupar una cultura nacional pròpia, sense fer particular èmfasi en la continuïtat o discontinuïtat amb la situació prèvia.
L'època de Rosas, ha estat considerada per la historiografia com un període polític i culturalment estèril. Per la seva banda, els historiadors revisionistes solen considerar que va ser un període en què es va dur a terme un intent d'organització social i política autònoma, que es frustraria en el període següent, el de l'Organització Nacional.